# Arts martiaux mixtes
Pour les articles homonymes, voir MMA.
Les arts martiaux mixtes souvent désignés par le sigle anglais MMA pour mixed martial arts, anciennement appelés combat libre ou free-fight, sont un sport de combat de percussion-préhension, combinant les techniques de percussion, telles que coups de pied, de poing, de genou et de coude, et les techniques de préhension en corps à corps, de projections et de soumission ainsi que les techniques particulières de percussion au sol.
Bien qu'issu d'une longue tradition de sports de combat peu régulés qui remonte notamment à la pratique du pancrace dans l'Antiquité, ce sport n'a commencé à uniformiser mondialement ses codes qu'à partir des années 1990. Néanmoins, ce sport continue à être interdit en compétition dans certains pays, en raison de sa dangerosité.

## Généralités
Sous la dénomination de « mixed martial arts », plusieurs disciplines sont généralement regroupées, les appellations variant selon les points de vue et les périodes :
- les mixed martial arts, dits « MMA » (littéralement « arts martiaux mixtes), terme anglais pour désigner des rencontres interdisciplinaires qui ne sont applicables qu'en combat libre (par exemple un boxeur peut affronter un lutteur dans le cadre du MMA). Ce terme prend tout son sens depuis que les combattants ont compris l'importance de s'entraîner aux nombreux sports qui permettent d'appréhender certaines phases des combats (cross training). Aujourd'hui, ce terme permet de définir ce nouveau sport de combat à part entière, aux influences multiples ;
- le free-fight, faux anglicisme désignant le « combat libre » ;
- le vale tudo, appellation portugaise qui se traduit par « tout se vaut », « tout est permis », l'ancêtre du combat libre moderne ;
- le no holds barred, dit « NHB », terme qui ne convient qu'aux affrontements ayant très peu de règles, à l'image des tournois de type vale tudo comme l'International Vale Tudo Championships et des premiers événements de l'Ultimate Fighting Championship ;
- le pancrace.

En France
- la « brancaille », interdite après la Seconde Guerre mondiale, était une discipline proche du combat libre. La lutte contact, synthèse de boxe pieds-poings et de lutte, a quant à elle vu le jour dans les années 1990 ;
- le full fight a été mis au point en 2013 par Daniel Rennesson, un ancien champion de France de karaté et de full contact, Gaël Coadic et Roger Itier. Cet art martial fait appel à des techniques de karaté, kung-fu, sanda, jiu-jitsu et grappling. Le full fight se pratique avec des protections : les boxeurs gantés portent, outre une coquille et un protège-dents, un casque et des protège-tibias[3]. Une discipline similaire, plus récente, est le karaté mix[4].

Le concept des premiers tournois de combat libre enregistrés était simple : deux hommes, dans un octogone ou sur un ring, s'affrontent dans un combat où presque tous les coups sont permis. Les façons de gagner un combat sont le KO, TKO ou la soumission (l'abandon d'un combattant), ou bien la décision unanime ou partagée. Ces tournois avaient pour objectif de permettre la confrontation de différents sports de combat dans le but de déterminer quels styles étaient les plus efficaces. Après des débuts très controversés, à cause d'une campagne de marketing mettant en avant l'ultraviolence et l'absence de règles des premiers tournois médiatisés, le combat libre est devenu un sport à part entière très encadré et réglementé. De ces premiers tournois, souvent sanglants, vient le combat libre moderne, les organisations et les infrastructures sont les mêmes depuis le début mais les règles ont évolué à cause de la pression de certains médias, de certains hommes politiques et anciens sportifs. Ainsi, il est devenu impossible de trouver une organisation autorisant les coups de tête ou les frappes aux parties génitales par exemple. Les techniques les plus efficaces restent pourtant présentes (soumissions au sol et frappes conventionnelles issues des boxes pieds-poings). Des médecins assistent aux combats, prêts à faire arrêter une rencontre qui deviendrait trop dangereuse pour un des combattants. Malgré son évolution, le combat libre reste critiqué pour sa violence et ses détracteurs nombreux. Un spécialiste des sports de combat[Qui ?] a affirmé qu'il y a plus de morts et de blessés durant les matches de football américain que lors des tournois de combat libre.[réf. nécessaire]
Les partisans du combat libre mettent en avant que, bien encadré, il n'est pas plus dangereux que d'autres sports de combat : la variété de techniques répartit les zones d'impacts, diminuant ainsi les risques de traumatisme crânien que l'on rencontre en boxe par exemple (où la tête est frappée de façon répétée)[réf. nécessaire]. Le combat libre est devenu aujourd'hui un sport de combat, dans lequel les combattants disposent du plus vaste arsenal technique possible, leur permettant ainsi de combattre tout en respectant certaines règles qui d'ailleurs continuent de varier selon les organisations[réf. nécessaire]. Une méta-analyse réalisée en 2014 a voulu estimer la dangerosité de la discipline. Le paramètre de dangerosité retenu est le nombre de blessures (essentiellement des traumatismes crâniens) par athlètes-exposés par événement. Dans un combat, il y a par définition deux athlètes-exposés. Le taux de blessures estimé en MMA est de 228,7 blessures pour 1 000 athlètes-exposés. C'est le plus élevé de tous les sports de combat : à titre de comparaison, on est à 44 pour 1 000 en judo, 79 pour 1 000 taekwondo et 77,7 pour 1 000 en boxe amateur. Du fait de la popularité grandissante de ce sport, de nombreuses associations médicales dans le monde ont appelé à l'interdiction de ce sport, principalement en raison du risque élevé de lésions cérébrales,. Les médecins rappellent en particulier qu'il n'y a pas de différence entre un KO et une commotion cérébrale et que les combattants recherchent souvent le KO pour gagner leur match. Les risques sont plus importants dans les catégories de poids les plus lourdes et chez les hommes que chez les femmes.[réf. souhaitée]
Pour évoluer en combat libre, il faut maîtriser les trois distances du combat : le combat debout à distance où l'on utilise des coups de poing et pied essentiellement, le combat debout au corps à corps avec coudes, genoux, clés et torsions (voir clinch, grappling et takedown) et enfin le combat au sol, distance très proche où l'on peut tenter de soumettre son adversaire avec des étranglements et des clés de bras ou de jambe, ou faire du ground and pound, c'est-à-dire profiter d'une position avantageuse au sol pour frapper son adversaire. Aucune distance n'est négligée et chaque combattant a son domaine de prédilection et ses faiblesses, qu'il essaie d'atténuer par un entraînement particulièrement complet (voir cross training).[réf. nécessaire]
L'organisation de combat libre la plus médiatisée est l'UFC mais d'autres organisations comme le Bellator MMA gagnent en popularité. Actuellement[Quand ?] cette forme de combat est en pleine expansion médiatique, et elle est devenue plus populaire que le K-1 ou la boxe anglaise.

## Histoire

### Pancrace

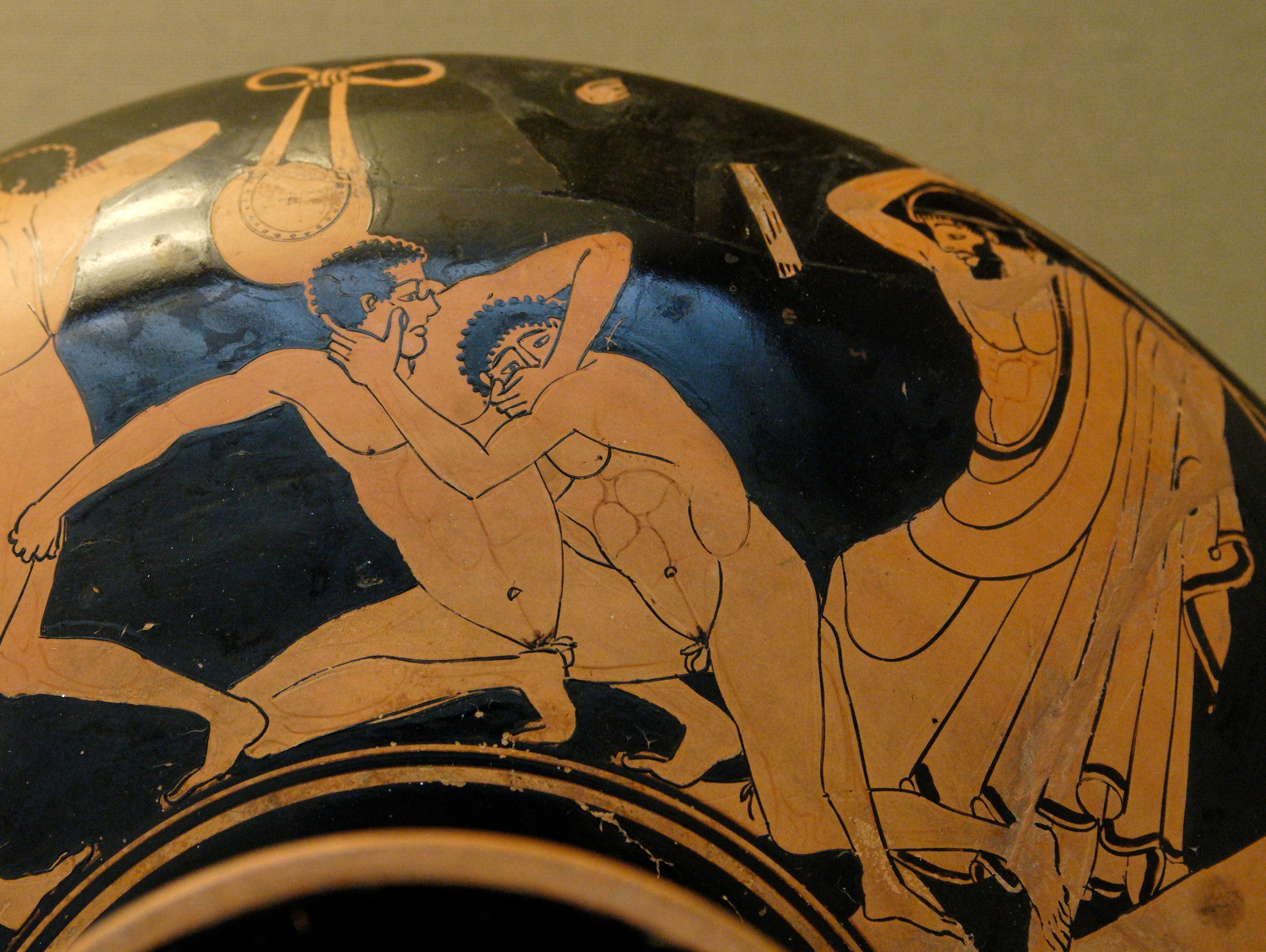
Scène de pancrace : un arbitre punit avec un fouet un athlète qui tente de crever l'œil de son adversaire, kylix du Peintre de la Fonderie, v. 490-480 av. J.-C., British Museum (E 78).

Le sport qu'est le MMA moderne n'est pas un descendant direct du sport antique qu'était le pancrace, on retrouve toutefois certains points communs entre ces deux disciplines séparées par plus de 2 500 ans,.
Les premières traces de combat libre ont été attestées en Grèce, en Turquie, en Syrie, en Italie, en France, en Espagne, au Portugal, en Égypte et à Makthar en Tunisie ; de nombreux documents attestent que différentes formes locales anciennes de combat libre puisant leur origine dans le pancrace antique ont survécu jusqu’à notre époque. Le pancrace fut l'une des premières formes de sport de combat à mains nues avec tout de même un minimum de règles. Il fut introduit aux jeux olympiques antiques en 648 av. J.-C. Le mot « pancrace » est l'association du mot pan signifiant « tout » et kratos signifiant « puissances », décrivant bien le sport, mélange de boxe et de lutte. Le sport n'a alors que deux règles, ne pas mordre et ne pas frapper aux yeux, même si ces techniques sont autorisées chez les Spartiates. Les rencontres ne prennent fin que lorsque l'un des adversaires est inconscient ou se soumet en faisant signe de la main. Souvent, les affrontements durent des heures et finissent parfois avec la mort d'un, voire des deux combattants. Le pancrace devint le sport le plus populaire aux jeux olympiques et dans la Grèce antique.

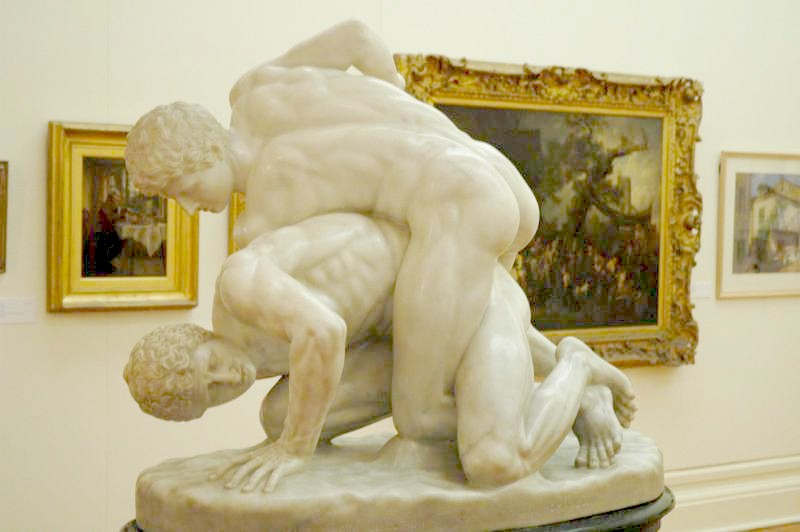
Les Lutteurs, reproduction d'une statue de bronze du IIIe siècle, Uffizi, Florence, Italie.

Les rencontres prenaient place dans une arène, surface carrée d'environ 12 à 14 pieds de côté. Un arbitre armé d'un bâton ou d'un fouet, veillait à faire respecter les règles. Les techniques les plus souvent utilisées étaient les coups de poing, de genou, de coude et de pied, les clés articulaires et les étranglements. Les coups de pied aux jambes, à l'aine et au ventre étaient fréquents. Même si les échanges debout existaient, la grande majorité des combats se déroulaient au sol, où les prises de soumissions et les coups étaient permis. Les pratiquants du pancrace étaient réputés pour leurs aptitudes et leur habilité au corps à corps. La strangulation était la cause la plus commune des décès lors des combats. Les athlètes de pancrace en Grèce antique, les pancratiastes, devinrent des héros, et l'objet de nombreux mythes et légendes. Arrhichion, Dioxippos, Polydamas de Scotoussa ou Milon de Crotone sont ceux qui ont laissé le plus de traces. Alexandre le Grand cherchait à les recruter en tant que soldats, à cause de leur habileté légendaire au combat sans arme. Lorsqu'il envahit l'Inde en 326 av. J.-C., de nombreux pancratiastes combattaient dans ses rangs. Ce pourrait être l'origine des arts martiaux chinois, prenant souvent leur source en Inde à cette époque[réf. nécessaire]. Le pancrace est la toute première forme de combat connue de ce qui deviendra plus tard ce que l'on nomme maintenant les arts martiaux mixtes.
Le déclin du pancrace en Grèce, coïncidant avec la montée en puissance de l'Empire romain, vit des sports plus réglementés, tels que la lutte et la boxe, devenir les principales formes de combat en Occident, alors que les arts martiaux traditionnels se développaient en Asie. Cette situation perdura au cours de siècles, et était toujours présente en 1925, lorsque le combat libre fit son apparition à Rio de Janeiro au Brésil.

### Jiu-jitsu brésilien

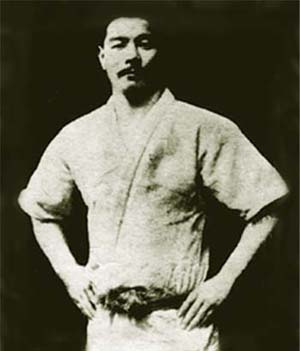
Mitsuyo Maéda, surnommé Count Koma, l'homme qui transmit à la famille Gracie ses techniques de judo et de ju-jitsu.

Si de nombreux combats sans règles étaient organisés en Europe à la fin du XIXe siècle entre lutteurs et autres sportifs, lors de véritables tournois sportifs ou lors de concours artistiques (music hall), c'est au Brésil que le renouveau du combat libre a réellement pris de l'ampleur. Le combat libre moderne a plusieurs influences, tout d'abord les violentes rencontres de vale tudo au Brésil et ensuite le shoot wrestling au Japon. Le vale tudo, qui signifie « tout est permis », apparu dans les années 1920 au Brésil avec le fameux « Challenge Gracie » qui opposa la famille Gracie à d'autres représentants d'arts martiaux. Pour bien comprendre la réapparition du combat libre, il est nécessaire de s'attarder sur l'histoire de la famille Gracie au Brésil. Une partie de cette famille descend de George Gracie, un Écossais originaire de la ville de Carronhill située dans l'ancienne région écossaise de Dumfries and Galloway. George Gracie a immigré aux États-Unis à l'âge de 25 ans en 1826. Gastão Gracie, petit-fils de George, quitte Rio de Janeiro en 1901 pour s'installer dans la province du Pará, au nord du pays. Au début des années 1900, un Japonais du nom de Mitsuyo Maéda s'installe également dans la même région, envoyé par le gouvernement nippon qui voulait y établir une colonie. Il devint rapidement ami avec Gastão Gracie qui est parvenu à devenir une figure politique locale. Gastão Gracie aida Maéda à établir la colonie japonaise, usant de son influence,,.

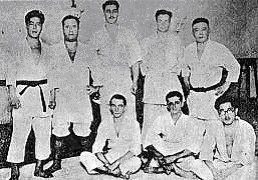
Mitsuyo Maéda, debout sur la gauche de la photo, et ses premiers élèves au Brésil.

Maéda, en plus de son habileté politique, était également connu au Japon pour une autre raison, il était un champion reconnu de Judo. Et c'est ainsi que Maéda, ou Count Koma, surnom hérité d'un séjour en Espagne, offrit, en remerciement pour l'aide que Gastão lui avait apporté, d'apprendre à son fils, Carlos Gracie, ses connaissances en judo et en ju-jitsu. Maéda entraîna le jeune Carlos entre sa 15e et 21e années, puis il retourna au Japon. Une fois son maître parti, Carlos Gracie commença à enseigner l'art de Maéda à ses frères, Hélio, Jorge, Osvaldo et Gastão Jr. Les frères Gracie commencèrent alors à adapter les techniques de Maéda afin de les rendre les plus efficaces possibles. C'est en 1925 que Carlos Gracie parti pour Rio de Janeiro avec Hélio, plus jeune de 11 ans, où ils ouvrirent une académie de jiu-jitsu,, Un des frères, Hélio Gracie étant le plus jeune (16 ans) et le plus léger (seulement 62 kg) lorsqu'il commença à apprendre le Jiu-Jitsu. Ne pouvant pas participer aux entraînements, il observait son frère plus âgé enseigner chaque jour. Lorsque Carlos ne pouvait plus participer au cours, Hélio fut invité à le remplacer. En raison de sa taille et de son gabarit, il commença à adapter les règles de base de Jiu-Jitsu suivant son petit gabarit. Il présenta l'application de la puissance, à l'art, permettant à un plus petit adversaire de battre un plus grand. Il expérimenta cette modification et augmenta les techniques de base pour les rendre efficaces dans toutes les catégories. Tous commencèrent le développement d'un nouvel art martial, le Gracie Jiu-Jitsu.

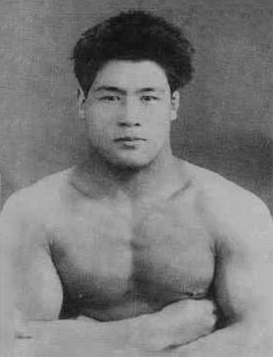
Masahiko Kimura avança que si son combat contre Hélio durait plus de 3 minutes ; il consentirait à déclarer celui-ci vainqueur…

Carlos et Hélio Gracie continuèrent à progresser et à perfectionner leur art dans leur nouvelle académie. Carlos imagina, afin d'attirer l'attention et de se promouvoir, un plan marketing connu sous le nom de « Challenge Gracie ». Il publia une série d'annonces dans différents journaux de Rio, comprenant une photo de lui-même, peu impressionnant physiquement, une publicité pour son académie, et un défi : « Si vous voulez un bras ou des côtes cassés, contacter Carlos Gracie à ce numéro. » Et c'est ainsi que commença le renouveau des arts martiaux mixtes, Carlos, puis son jeune frère Hélio, suivis par les fils des deux hommes, lancèrent et relevèrent de nombreux défis dans les matchs de vale tudo, contre des représentants de différentes écoles, karaté, boxe, capoeira,,. Au fur et à mesure, la popularité de ces défis se répandit dans tout Rio, et les matchs, initialement fermés au public, commencèrent à rassembler de plus en plus de monde, jusqu'à prendre place dans les grands stades de football. L'un des premiers de ces combats professionnels fut l'affrontement entre le champion brésilien poids léger de boxe, Antonio Portugal et le frère de Carlos, le plus jeune, plus petit et plus léger Hélio. Ce dernier remporta le combat en 30 secondes par soumission, et fut élevé au rang de héros. À cette époque, le Brésil n'avait pas d'icône sportive internationale, et Hélio Gracie prit cette place,,.
L'existence de ces défis fut connue au Japon, et de grands combattants japonais vinrent participer à cette nouvelle forme de compétition contre les Gracie, pensant que ceux-ci étaient en train de corrompre leurs arts traditionnels. De nombreux champions japonais affrontèrent Hélio, qui, avec ses 65 kg était souvent largement plus léger que ses adversaires. Ses deux seules défaites, contre Masahiko Kimura, et Valdemar Santana restèrent dans la légende. Hélio continua à défendre le nom des Gracie ainsi que leur art martial entre 1935 et 1951. À 49 ans, sa défaite contre Santana fut son dernier combat. C'était au tour du fils aîné de Carlos, Carlson, alors âgé de 17 ans, de prendre la relève. Plus tard ce sont les fils de Hélio, Rolls, Rickson et Rorion, qui continuèrent le « Challenge Gracie ». Le vale tudo devint immensément populaire, devenant rapidement le second sport en popularité, pour ce qui est de la vente de billets, au Brésil, derrière le football. C'est un statut que l'on retrouve encore de nos jours. Des nombreuses équipes et organisations se formèrent, et des rencontres commencèrent à être régulièrement organisées un peu partout dans le pays. Les combats voyaient s'affronter des combattants de différents styles, notamment de brazilian jiu-jitsu, de muay thai kickboxing, de luta livre wrestling et de boxe. Avec le succès croissant du Gracie jiu-jitsu, certains membres de la famille partirent aux États-Unis.

### Avènement du MMA moderne avec l'UFC

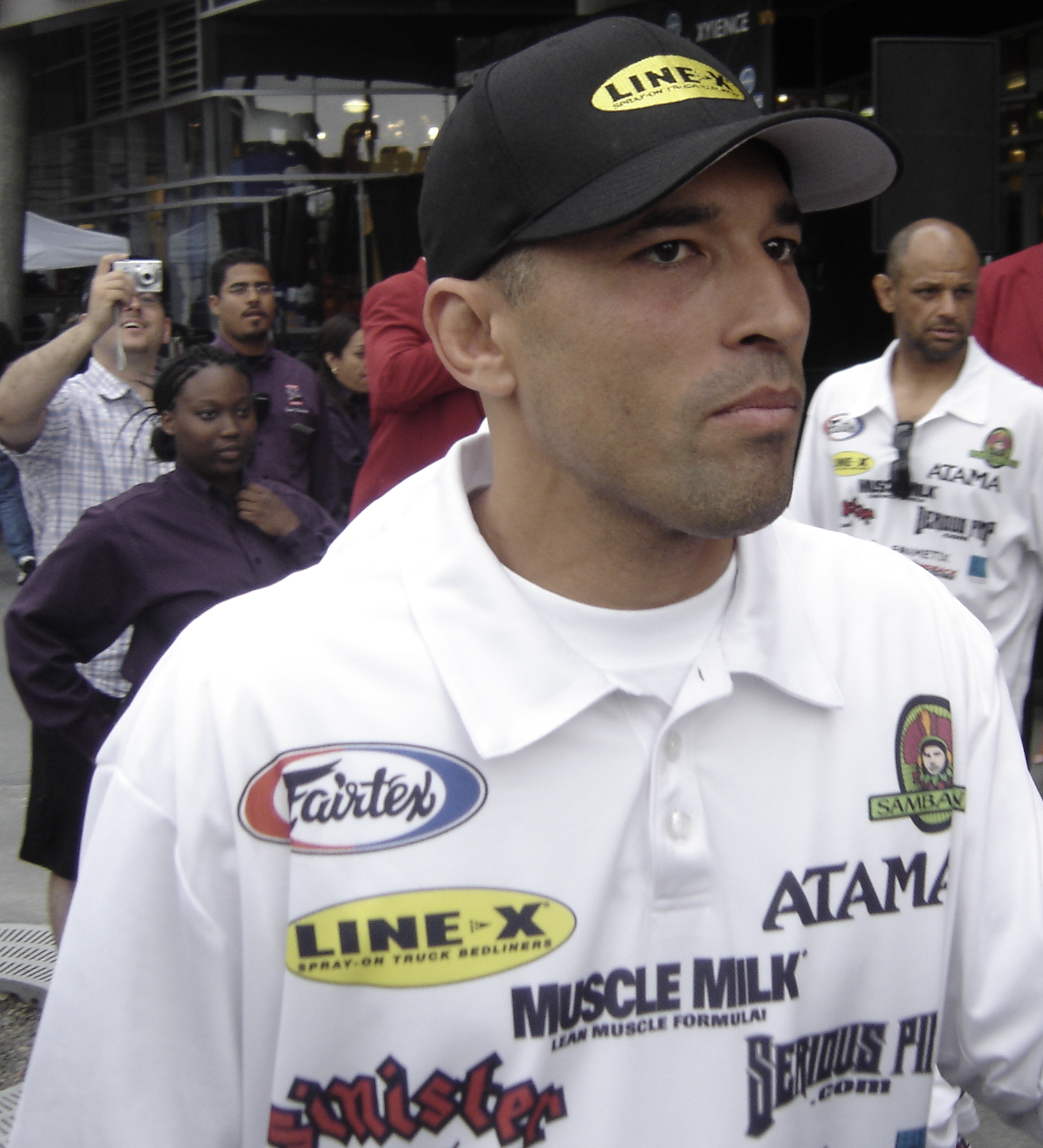
Royce Gracie, principale icône de la nouvelle ère du MMA, grâce à ses victoires lors des premiers UFC au début des années 1990.

Au début des années 1980, Rorion, le fils aîné de Hélio, part aux États-Unis pour enseigner le Gracie jiu-jitsu en Californie. Comme son père et son oncle avant lui, il fait la promotion du fameux « Gracie Challenge », en y ajoutant un détail : il offre 100 000 dollars à quiconque le battra ou l'un de ses frères dans un match de vale-tudo. Encore une fois, ces défis apportent au jiu-jitsu brésilien une grande popularité.
Lorsque Rorion réalise le potentiel du style de combat de sa famille, il décide de créer une organisation destinée à promouvoir son art aux États-Unis. Après des années de travail et de promotion de son sport familial, Rorion rencontre Art Davie, un homme d'affaires qui s'était déjà intéressé à ce sport après un voyage en Thaïlande au cours duquel il avait assisté à une rencontre de type vale-tudo. Davie utilisa ses relations dans l'industrie de la télévision pour contacter Bob Meyrowitz, le président de Semaphore Entertainment Group (SEG), une société spécialisée dans le paiements à la séance (pay-per-view) des événements sportifs. Il organise alors une rencontre entre Rorion, Bob Meyrowitz et lui-même. Ensemble, les trois hommes créent l'Ultimate Fighting Championship, un tournoi dont le but est de faire s'affronter des adversaires de styles différents. L'UFC 1 a lieu le 12 novembre 1993 à Denver aux États-Unis. Ce tournoi d'un nouveau genre, remporté à trois reprises par son frère Royce, rencontra un succès important et entraîna un profond bouleversement dans le milieu des sports de combats. À l'UFC 1, 86 000 paiements à la séance sont vendus. À partir du troisième UFC, c'est plus de 300 000 paiements à la séance qui sont vendus à chaque show. Mais si le MMA s'est fait une petite place dans le sport américain, il traîne une très mauvaise réputation. Les six premiers UFC avaient effectivement très peu de règles : pas de limite de poids, pas de limite de temps, pas d'équipement de protection obligatoire. Les seules règles étaient de ne pas frapper les yeux, de ne pas mordre et de ne pas saisir les parties. Le combat ne pouvait être stoppé que par arrêt de l'arbitre, knock out ou soumission, cette dernière pouvant être signalée verbalement ou en tapotant trois fois en signe d'abandon. Les rencontres ont lieu dans une cage grillagée octogonale dénommée « l'octogone ».

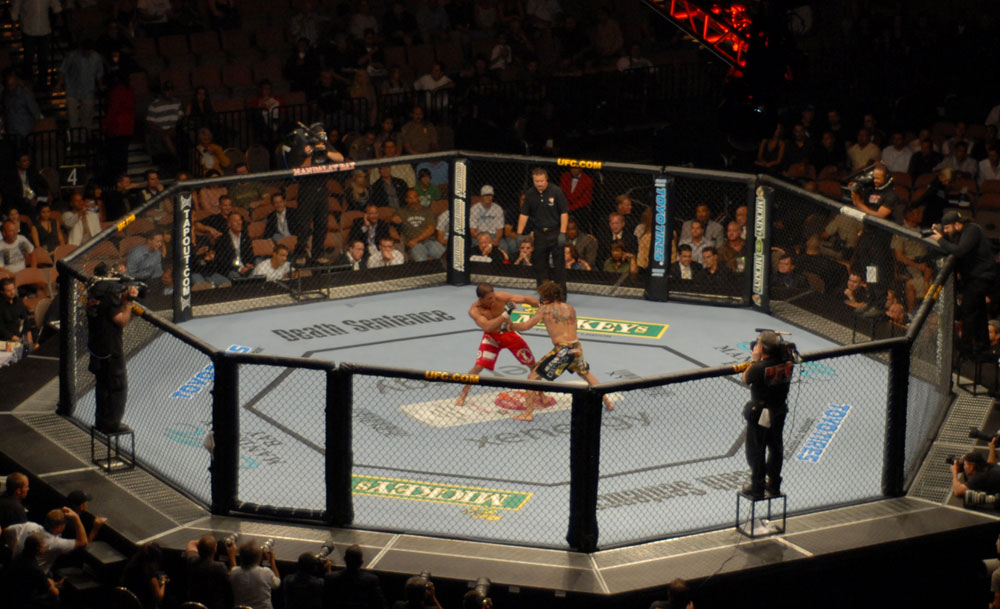
L'UFC, né en 1993, et son « Octogone », la cage grillagée servant d'aire de combat.

Les premiers UFC étaient des tournois au cours desquels les combattants réalisaient plusieurs combats successifs au cours de la même soirée, avec élimination directe jusqu'à la finale. L'absence de catégorie de poids apparut rapidement comme un problème, permettant par exemple, lors du troisième UFC, un affrontement entre Emmanuel Yarborough, un sumotori de 273 kg, contre Keith Hackney, un karatéka de 91 kg. Il devint rapidement évident que l'absence de limite de temps et l'absence de juges était problématique. Ainsi, lors de l'UFC IV, la plupart des compétiteurs s'étaient entraînés aux techniques de combat au sol, dont l'importance avait été révélée par le succès de Royce Gracie, et les combats devinrent de plus en plus long, chaque adversaire se neutralisant mutuellement. Cette augmentation progressive de la durée des combats eut deux conséquences : l'événement dépassait la durée prévue par la chaîne retransmettant la télévision à la carte, et les amateurs se lassaient de ces longues phases de combat au sol, jugée ennuyeuses. La SEG (Semaphore Entertainment Group) réagit et institua, en 1995 pour l'UFC V, une limite de temps de 30 minutes, sans pour autant introduire des juges. Ainsi la rencontre revanche tant attendue entre Royce Gracie et Ken Shamrock dura 30 minutes et fut annoncé comme un match nul, provoquant la colère des fans. La SEG instaura donc des juges dès l'UFC suivant, afin de décider de l'issue des matchs atteignant la limite de temps fixée.
Des opposants à l'UFC et au MMA en général ne tardèrent pas à se manifester, notamment aux États-Unis. La SEG était en partie responsable de ces difficultés. En effet, elle avait mis en avant la brutalité des combats et l'absence de règle, faisant passer la compétition comme un événement No Holds Barred où tout était permis et où tout pouvait arriver, même la mort d'un combattant, ce qui n'est jamais arrivée. Cette stratégie marketing, payante au début afin d'attirer l'attention des médias, s'avéra être un désastre un peu plus tard. Une fronde anti-UFC vit rapidement le jour, menée par le sénateur de l'Arizona John McCain, lié au milieu de la boxe, qui y voyait un sport bestial rappelant l'époque des gladiateurs romains. En 1996, McCain et le sénateur républicain du Colorado Ben Nighthorse Campbell écrivent une lettre aux gouverneurs des 50 États américains, présentant l'UFC comme « un sport sanglant, brutal et répugnant… qui ne devrait pas être autorisé sur le territoire des États-Unis. » 
Il parvient ainsi à faire progressivement interdire l'UFC de presque tous les états, obligeant les organisateurs à se déplacer d'États en États selon la législation. De plus il entraîne la plupart des compagnies de télévision à la carte à retirer le MMA de leur carte, privant du même coup l'organisation d'une grande partie de ses revenus. En 1997, les deux plus gros distributeur, TCI et Time Warner, se retirent, mettant l'UFC au bord de la faillite,,.

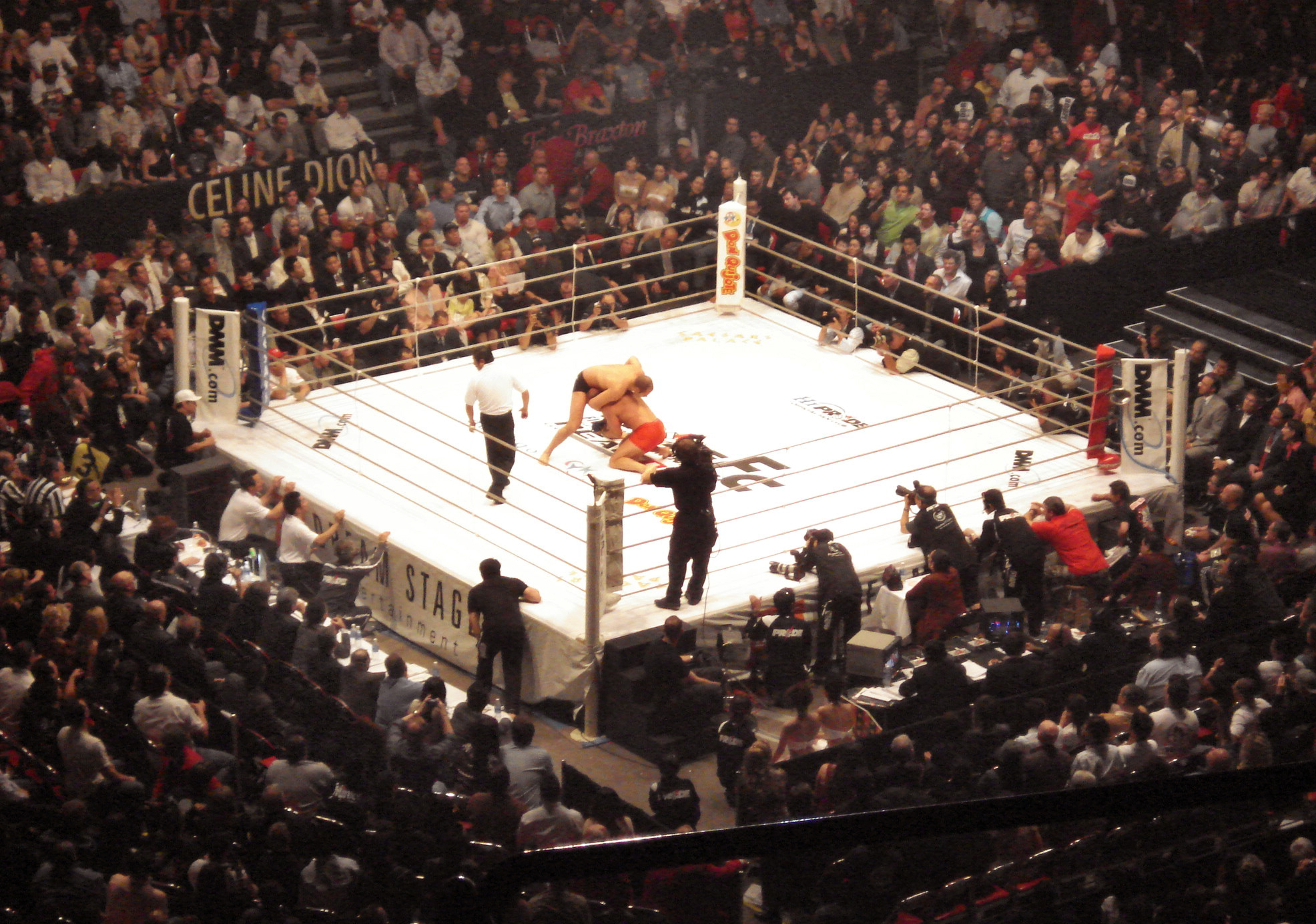
Le Pride, né au Japon en 1997, devient rapidement la référence en matière de MMA jusqu'à son rachat par l'UFC en 2007.

Alors que l'UFC survit tant bien que mal, au Japon, le premier Pride Fighting Championships est organisé en 1997, révélant Rickson Gracie, le demi-frère ainé de Royce. Cette nouvelle compétition, proposant des combats sur un ring, et non une cage, et comportant plus de règles que l'UFC, allait devenir rapidement la plus importante organisation de MMA au monde. En 2001, la SEG au bord de la faillite est approchée par les dirigeants de Station Casinos, une compagnie gérant des médias et des casinos, basée à Las Vegas et appartenant aux frères Lorenzo et Frank Fertitta. Leur intention est de rendre à l'UFC sa popularité et de se faire accepter. Les Fertitta et Dana White, ancien promoteur de boxe et nouveau président de Zuffa, cherchent à transformer l'UFC, et le MMA dans le même temps, en « un bon sport, propre et avec des règles actualisées », lui permettant éventuellement d'être reconnu et légitimé. Un mois plus tard, en janvier 2001, les Fertittas achètent l'UFC pour 2 millions de dollars et crée Zuffa, LLC afin de gérer l'évènement.
Zuffa commence alors à racheter les principaux concurrents. Le 27 mars 2007, ils rachètent leur principal concurrent pour un peu moins de 70 millions de dollars : le leader mondial nippon Pride Fighting Championships, qui est au bord de la faillite. Ce rachat permet à l'UFC d'asseoir sa suprématie sur le sport. Après avoir un temps annoncé vouloir développer le Pride FC à l'échelle mondiale et concurrencer le football, Zuffa décide finalement le 4 octobre 2007 de fermer la ligue japonaise après avoir transféré au sein de l'UFC la plupart de ses meilleurs combattants.
En étroite relation avec la Nevada State Athletic Commission, Lorenzo Fertitta étant un ancien membre de la NSAC, Zuffa obtient l'autorisation d'organiser ces événements au Nevada. Peu après, l'UFC 33 est de retour sur les écrans de télévision en pay-per-view. Les records de ventes, que ce soit les ventes de paiement à la séance ou de places pour assister à l'événement sont battus. Le nouvel UFC fait un retour avec des règles plus restrictives, incluant rounds, limite de temps, cinq catégories de poids, une liste de 31 fautes et huit façons différentes de remporter la victoire. La compétition est bien différente de celle de 1993, et les compétiteurs aussi, qui sont devenus professionnels et s'entraînent désormais souvent plus de six heures par jour, travaillant leur force et leur condition physique en plus des techniques de frappes et de grappling.

### Tentative de reconnaissance olympique
À la fin des années 1990, un mouvement se développa pour le retour du pancrace aux Jeux olympiques. Ce mouvement, né en Grèce et mené initialement par des pratiquants de karaté, a pour nom l'International Federation of Pankration Athlima (IFPA). Pour les Jeux olympiques d'été de 2004, jeux de la XXVIIIe olympiade de l’ère moderne, qui se sont déroulés à Athènes (Grèce) du 13 au 29 août 2004, une rumeur persistante racontait que le pancrace, l'un des sports originels des Jeux olympiques antiques, ferait sa réapparition. Cela ne fut pas le cas, en 1996, le Comité international olympique exprima ses doutes sur la capacité de la Grèce à assurer toutes les bonnes conditions requises pour un bon déroulement des Jeux (sécurité, construction, système de transport, etc.). Après avoir été menacée d'un transfert des Jeux pour Sydney en Australie, la Grèce réussit à convaincre le CIO qu'elle serait capable d'accueillir les Jeux, à condition que de nouveaux sports, pancrace compris, ne fussent pas rajoutés.
En 2000, l'Américain Craig Smith quitta cette organisation et forma la World Pankration Federation (WPF) afin d'établir une organisation centrale permettant de développer le pancrace : « Le but premier de la World Pankration Federation n'est pas de permettre la réintroduction du pancrace aux Jeux Olympiques. C'est plutôt de fournir une structure adéquate dans laquelle les athlètes peuvent participer à des compétitions locales, régionales, nationales et internationales, en développant leur habilité et le sport avec honneur, intégrité, et dans un esprit sain de compétition. Et si tout cela est accompli, l'objectif de réintroduire le pancrace aux Jeux Olympiques viendra naturellement, en son temps. ».

## Entraînement
L'entraînement en combat libre varie selon les spécificités du combattant, sa (ou ses) discipline(s) privilégiées et son équipe et dure environ deux mois pour une préparation optimale avant un combat. Comme dans tout sport de haut niveau les entraînements sont conditionnés par une hygiène de vie irréprochable, aucun sportif normalement ne fume ou boit de l'alcool de manière importante.
L’athlète doit pratiquer généralement:
- Une/des discipline(s) de combat debout striking : Boxe, Kickboxing, Karaté, Muay-Thaï etc.
- Une/des discipline(s) de combat au corps à corps clinch : Muay-Thaï, Sambo, Jiu-Jitsu, Judo, etc.
- Une/des discipline(s) de combat au sol grappling : jiu-jitsu brésilien, sambo, etc.
- La musculation et le cardio-vasculaire sont essentiels pour augmenter son endurance et sa puissance pour un combat.

L'athlète peut pratiquer ses disciplines en sparring ou avec un sac de frappe afin, notamment, d'éviter les blessures. Des combattants pratiquent aussi par exemple le crossfit, des exercices physiques qui mélangent musculation et cardio.

## Stratégies

### Phases d'un combat
Le combat libre est un sport relativement jeune et il connaît des évolutions permanentes. L'entraînement, la compréhension du combat, les stratégies et les techniques évoluent constamment. Toutefois certains éléments ne changent pas, il existe ainsi trois phases principales lors d'un combat de MMA :
- La phase de combat debout, domaine de prédilection de la boxe, du kick boxing, du muay-thaï ou du karaté, phase lors de laquelle les deux adversaires sont debout et s'affrontent en utilisant principalement des coups de pied, de poing, de genou et de coude.
- La phase de contact ou d'accrochage debout, le clinch, domaine de prédilection du ju-jitsu, de la lutte, du grappling, du sambo et du judo, où l'on cherche à entrer en contact avec son adversaire, pour l'amener au sol à l'aide d'une projection ou d'une amenée au sol, voire pour le frapper avec ses genoux comme on le voit dans le muay-thaï.
- La phase de combat au sol, domaine de prédilection du jiu-jitsu brésilien, du judo, du ju-jitsu japonais (ensemble de disciplines dont sont issus le judo et le ju-jitsu brésilien), du sambo ou de la lutte, lors de laquelle on va tenter de prendre la meilleure position possible, de passer la garde et d'attaquer son adversaire soit en ground and pound avec des techniques de frappes, soit avec des mouvements de soumission tels que les étranglements ou les clés.

Lors des premiers événements de combat libre moderne, on pouvait voir une grande variété de styles tous très différents (des sumotoris, des ninjas, des boxeurs gardant leur gants de boxe anglaise, des karatékas en dogi, des lutteurs en boxer, etc.). Mais au fur et à mesure que le sport a évolué, les styles « exotiques » et les styles traditionnels ont peu à peu disparu, car le combat libre demande une maîtrise de ces trois distances et rares sont les hyperspécialistes d'une seule distance pouvant rivaliser avec les spécialistes du combat libre, pratiquant le cross training et s'entraînant spécifiquement pour cette discipline.[réf. nécessaire]
Lors d'un combat de MMA, il existe différentes stratégies permettant de jouer sur ses points forts tout en profitant des points faibles de son adversaire : le « sprawl-and-brawl » consiste à éviter d'être amené au sol pour combattre debout, le « clinch fighting » consiste à entrer en contact avec son adversaire afin d'appliquer certaines techniques de percussion ou de projection, le « ground-and-pound » consiste à amener son adversaire au sol puis à appliquer des techniques de percussion, le « submission grappling » consiste à amener son adversaire au sol pour appliquer des techniques de soumission.

### Combat debout
Le « sprawl-and-brawl », littéralement « s'affaler et se bagarrer », est une stratégie généralement utilisée par les combattants préférant le combat debout et les techniques de boxe ou de kickboxing comme les coups de poing et de pied. Ces combattants vont tenter de maintenir le combat debout, tout en utilisant des techniques de sprawl afin de résister à l'amené au sol (takedown).
Le sprawl est un terme utilisé en lutte pour désigner une technique de défense contre les tentatives de takedown comme un double ou single leg takedown. Le sprawl consiste, à garder les jambes vers l'arrière avant d'attaquer l'adversaire, à l'obliger à s'incliner et, alors, à faire pression en posant la poitrine sur son dos. Cela empêche l'adversaire d'atteindre les jambes et neutralise son attaque.
La plupart des combattants utilisant cette stratégie sont moins à l'aise au sol que debout. En cas de combat au sol, ils essaieront souvent de neutraliser le travail de leur adversaire sans lui offrir d'opportunité de placer une soumission, en attendant que l'arbitre stoppe le combat et le fasse repartir debout. Il s'agit d'une stratégie qui a souvent été employé par des combattants tels que Chuck Liddell ou Mirko « Cro Cop » Filipović.

### Corps à corps
Le « clinch fighting », littéralement le « combat au corps à corps », également dénommé dirty boxing, est une stratégie impliquant que le combattant, lors de la phase debout, va casser la distance avec son adversaire afin de s'en approcher et de réaliser un clinch, c'est-à-dire un accrochage, pour soit réaliser une amené au sol (takedown), soit appliquer certaines techniques de percussion à courte distance telles que coups de poing, coups de coude, coups de genou. Il s'agit d'une stratégie de combat particulièrement utilisée par les sportifs ayant un passé de lutte ou de boxe thaïlandaise. Bien utilisée, elle permet de neutraliser les techniques d'un boxeur ou un grappleur. Elle a été régulièrement utilisée par des combattants tels que Randy Couture et Anderson Silva.

### Lutte au sol

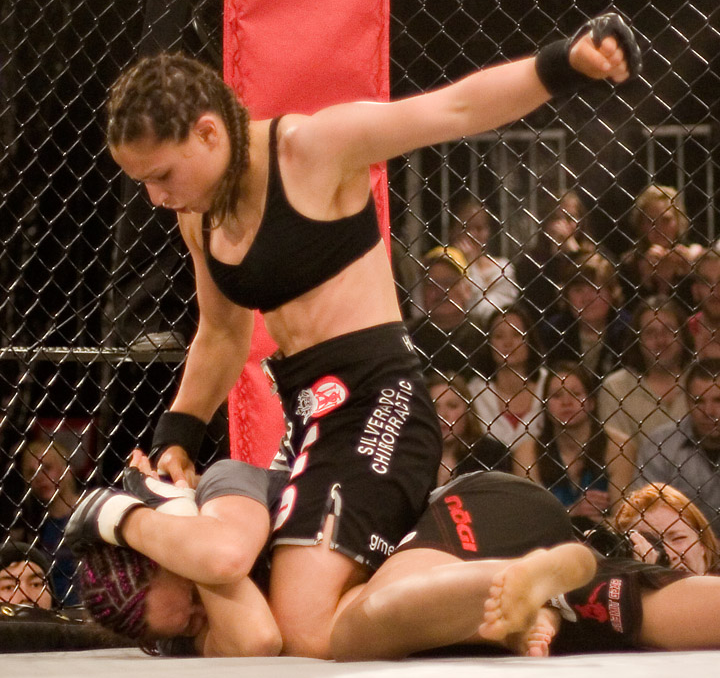
La combattante en position supérieure déborde son adversaire lors d’une phase de Ground-and-pound.

Le « ground-and-pound », littéralement « combattre au sol et marteler », est une stratégie qui consiste à amener son adversaire au sol, à prendre une position supérieure (comme passer sa garde (garde en grappling)) permettant de lui asséner de nombreux coups de poing ou de coude, jusqu'à déborder sa défense et le contraindre à l'abandon. Cette stratégie peut également être utilisée afin de le déborder et de placer une technique de soumission plus facilement. Elle a été utilisée avec succès par des combattants tels Mark Coleman et Tito Ortiz.

### Immobilisation au sol

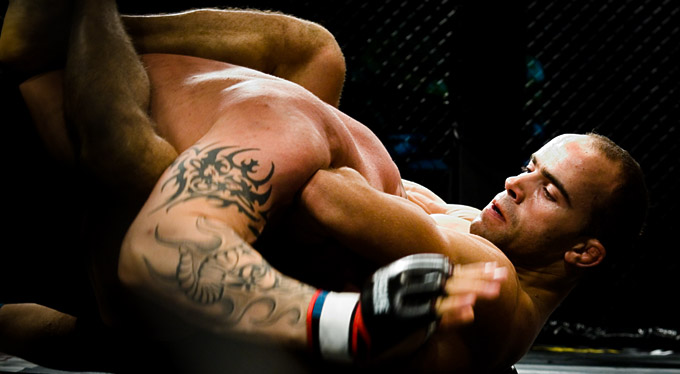
Le combattant dos au sol, soumet son adversaire par une technique d'étranglement dit en guillotine.

Le « submission grappling », littéralement la « lutte de soumission », est un style de combat consistant à amener son adversaire au sol, avec une projection ou un takedown, à y prendre une position dominante et à tenter de placer une technique de soumission telles qu'une clé articulaire (le plus fréquemment de coude, d'épaule, de genou ou de cheville) ou un étranglement (aérien ou artériel). Les adeptes de cette stratégie sont notamment les combattants expérimentés en jiu-jitsu brésilien, en judo ou en lutte.
Les grapplers les plus expérimentés sont à l'aise aussi bien en position dominante supérieure, placé au-dessus de leur adversaire, qu'en position inférieure, sur leur dos et sous leur adversaire. La position inférieure est effectivement une position permettant un grand nombre de tentative de soumission, à condition d'être capable de contrôler son adversaire dans sa garde. De nombreux combattants utilisent cette stratégie, comme Royce Gracie, Josh Barnett, Antonio Rodrigo Nogueira ou Fedor Emelianenko.

## Règles générales
Les règles sont globalement semblables mais chaque organisation apporte ses petites modifications selon la volonté de la commission athlétique du pays dans lequel l'événement se produit. Les combattants n'ont pas le droit de frapper l'adversaire dans les parties génitales, de tirer les cheveux, de mordre ou de crever l'œil de l’adversaire. Les coups de genoux, de coudes et de pieds au visage ou ailleurs sont par contre permis. Il y a plusieurs catégories de poids mais elles différent d'une organisation à l'autre.
De plus, avant chaque combat l'athlète doit passer un certain nombre de tests médicaux pour être qualifié d'apte au combat :
- examen du fond de l’œil ;
- électrocardiogramme ;
- tests VIH et hépatite ;
- scanner crânien à la suite d'un KO ;
- carnet reprenant la liste des KO subis.

Coups interdits (règlement international FILA) :
Les coups portés à la nuque, à la gorge, à la colonne, aux reins, aux articulations, aux genoux et en dessous, et aux parties génitales, ainsi que les doigts dans les yeux, dans les oreilles ou dans le nez et les morsures. Le combattant ne peut pas non plus projeter l’adversaire sur la tête ou sur la nuque depuis debout. Slams en défense de soumissions ou si l’adversaire est au-dessus de la taille. Sauter vers l’arrière avec l’adversaire dans son dos depuis la position debout. Combinaisons de clés aux articulations et de projections. Utilisation des doigts de l’adversaire dans les techniques d’étranglement. Torsion de la tête ou de la mâchoire. Saisie de moins de quatre doigts ou orteils.

### Catégories de poids
Les différentes organisations d'arts martiaux mixtes adoptent souvent leurs propres règles concernant les limites de poids, ce qui entraîne une certaine confusion. Ainsi des catégories de poids portant pourtant le même nom peuvent correspondre à des fourchettes de poids différentes. Par exemple la limite supérieure de la catégorie des poids moyens en boxe anglaise professionnelle est de 72,5 kg (160 lb), alors qu’à l'UFC elle est de 84 kg (185 lb). Aux États-Unis, les « règles unifiées des arts martiaux mixtes » (unified rules of mixed martial arts) adoptées en 2003 ont modifié la situation et ont permis d'unifier des règlements. La Commission athlétique de l'état du Nevada désigne dans son code administratif neuf catégories de poids différentes.
| Catégories de poids                      | Limite supérieure |
| ---------------------------------------- | ----------------- |
| Poids mouches                            | 125 lb (57 kg)    |
| Poids coqs                               | 135 lb (61 kg)    |
| Poids plumes                             | 145 lb (66 kg)    |
| Poids légers                             | 155 lb (70 kg)    |
| Poids mi-moyens (ou poids welters)       | 170 lb (77 kg)    |
| Poids moyens                             | 185 lb (84 kg)    |
| Poids mi-lourds (ou poids lourds-légers) | 205 lb (93 kg)    |
| Poids lourds                             | 265 lb (120 kg)   |

Au Japon, aucune loi ne régule les catégories de poids, les organisations japonaises sont donc libres d'organiser des rencontres sans se préoccuper des différences de poids entre combattants. Néanmoins, pour des raisons de clarté sur les plans sportif et compétitif, des limitations de poids ont été instaurées par les promoteurs eux-mêmes; elles demeurent cependant différentes selon les organisations.

### Façons de remporter un combat

#### Avant la limite
- Knockout (KO) – Un adversaire est complètement ou pratiquement inconscient à la suite de frappes et le combat est arrêté car la personne se trouve dans un état où elle est complètement incapable de se défendre.

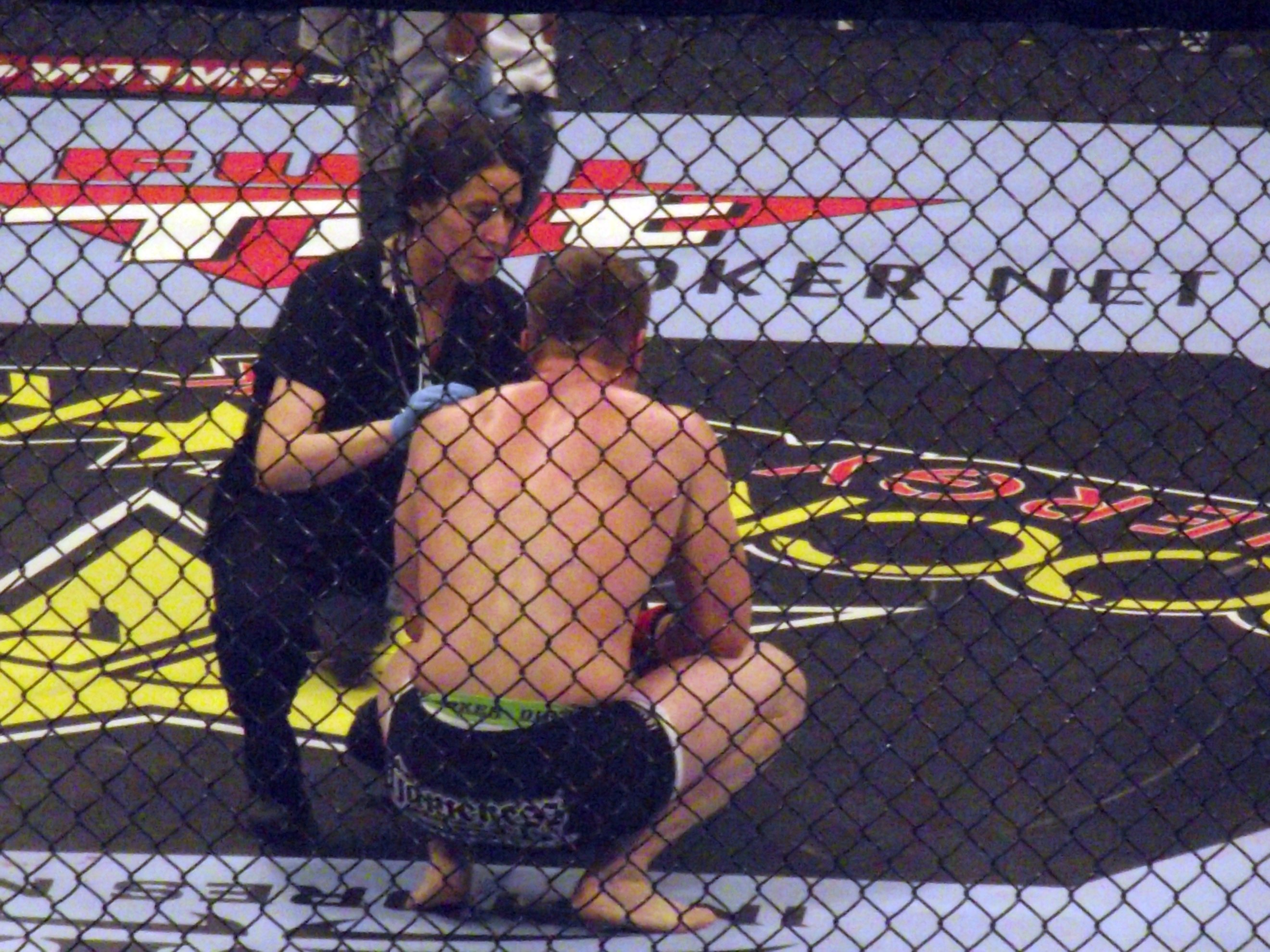
Un médecin vérifie la santé d'un combattant après un combat.

- KO technique (TKO) – Un KO technique est une situation où un combattant est dans l’incapacité technique de poursuivre normalement le combat. Beaucoup de situations peuvent mener a un TKO. L’une d’entre elles est l’arrêt par l’arbitre. Lorsqu’un combattant reçoit trop de coups et qu’il n’arrive plus à se défendre, l’arbitre intervient pour arrêter le combat, afin de préserver la santé du combattant, dans le cas contraire les coups pourraient l’amener au KO complet. Par exemple, un combattant n’arrivant plus à faire face à un ground And pound trop intense, une douleur persistante et visible due par exemple à trop de coups de pied bas reçus, une déferlante de coups debout amènera l’arbitre à stopper le combat quel que soit l’avis du combattant afin de préserver sa santé. Une coupure est une autre situation menant au TKO, en cas de coupure trop importante provoquée par un coup, l’arbitre, avec l’avis des médecins, peut décider de stopper le combat. Lorsque les hommes de coin jettent l’éponge ou la serviette pour stopper le combat, et donc abandonner. Ceci peut être dû à une douleur persistante (côte cassée par exemple) qui l’empêche de combattre normalement, ou à une trop grande différence de niveau entre les deux combattants.

- Soumission – Situation où un combattant est physiquement forcé d’abandonner. Pour cela, il signale son abandon en tapant à plusieurs reprises de la main sur son adversaire. Ce peut être à la suite d'une clé articulaire ou un étranglement exercé sur lui. Un combattant peut aussi signaler verbalement à l’arbitre son désir d’arrêter le combat.
- Soumission technique – Est déclaré soumission technique lorsque l’arbitre décide de mettre fin au combat lorsqu’il considère que le combattant qui subit la soumission est trop engagé et que l’articulation, le muscle, ou que le combattant va s’évanouir, alors même que celui-ci n’a pas signalé son abandon.
- Disqualification – Lorsqu’un combattant viole délibérément une règle de l’organisation en portant, par exemple, un coup interdit incluant soccer-kicks (coups de pied portés à la tête lorsque l'adversaire est au sol), ou stomps (frappe en marteau) à l’UFC mène à une disqualification.
- Décision technique (unanime ou partagée) – Lorsque par exemple un combattant est dans l’incapacité de continuer le combat à la suite d'un accident arrivé involontairement. Les juges choisissent alors un vainqueur. Par exemple un combattant s’ouvre la tête en tombant du ring, les docteurs l’empêchent de continuer le combat, le combat est donc arrêté comme s'il avait atteint la limite de temps et les juges donnent leur décision.
- Égalité technique (unanime ou partagée) – Même situation, mais l'égalité est déclaré.
- Sans décision ou no-contest (NC) – Coupure non intentionnelle due à un coup irrégulier ou test positif aux produits illicites à l'issue d'une victoire, ou demande d’annulation de décision par un combattant qui considère que l’arrêt du combat a été prématuré, etc.

#### Sur décision
- Décision unanime – Les 3 juges donnent le même avis.
- Décision à la majorité (ou décision majoritaire) – 2 juges sont du même avis, 1 donne égalité.
- Décision partagée – 2 juges sont du même avis, 1 de l’avis contraire.
- Égalité unanime - 3 juges donnent l'égalité.
- Égalité partagée - 1 juge donne la victoire pour un combattant, 1 autre la défaite à ce même combattant, et le dernier l'égalité.
- Égalité à la majorité (ou égalité majoritaire) - 2 juges donnent l'égalité, le troisième une victoire à l’un des 2 combattants.

### Accessoires

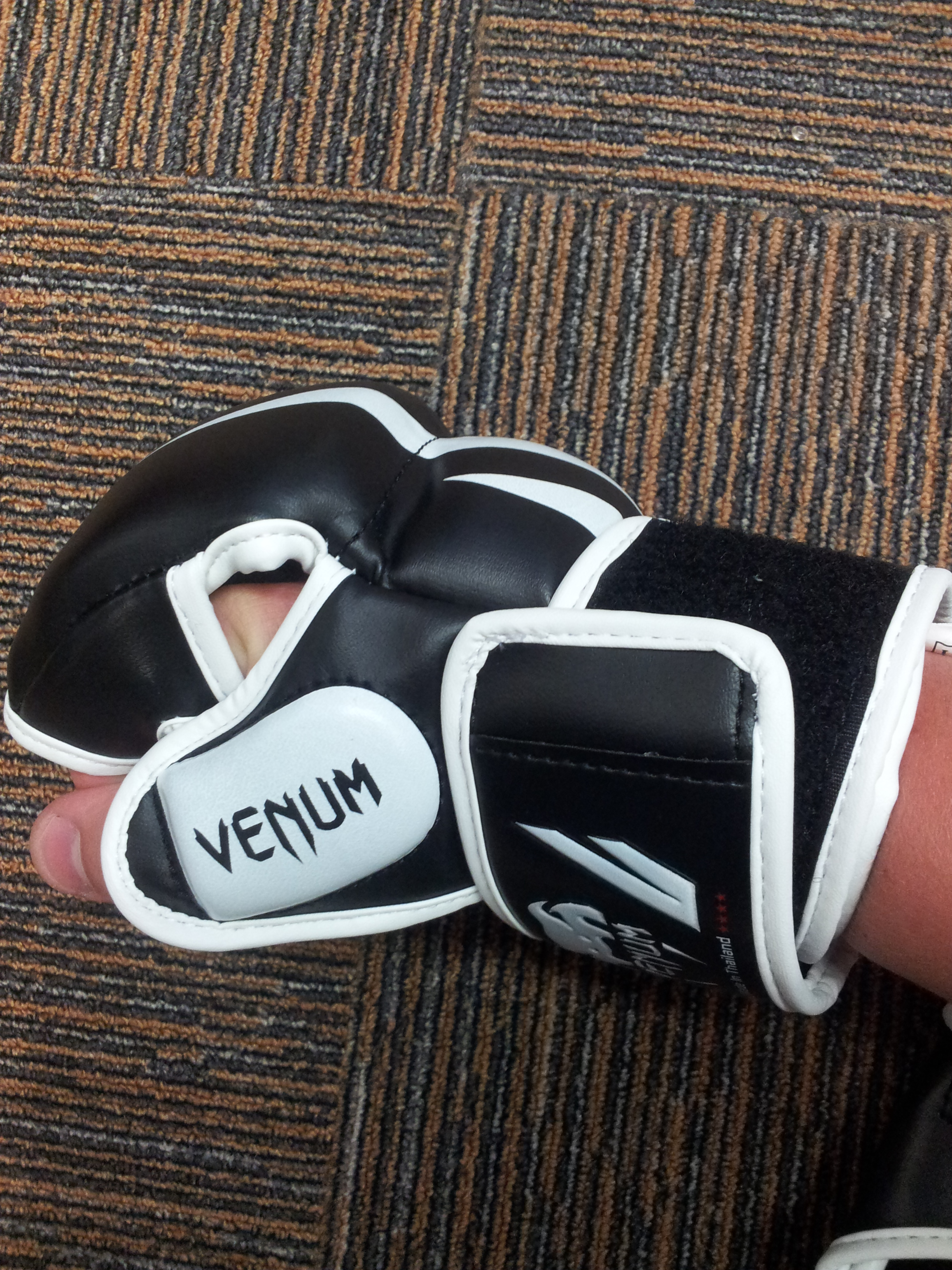
Gant de MMA.

Lors des compétitions professionnelles de MMA, un combattant doit avoir sur lui des vêtements et des protections spécifiques.
Pour la tête, le combattant se doit d'avoir un protège-dent et avant d'entrer dans l'octogone ou le ring, un médecin applique sur le visage du combattant de la vaseline qui a pour but d'éviter les coupures et les frottements. Seules les femmes sont concernées par une protection du buste, puisqu'elles portent un protège-poitrine. Les combattants masculins et féminins mettent une coquille pour réduire les conséquences d'un coup (illégal) dans les parties génitales. Pour les mains, le combattant met des bandes fines (utilisées pour tous les sports de combats) pour se protéger les phalanges puis met les gants caractéristiques du MMA. En effet, le gant de MMA, contrairement au gant de boxe, s’arrête au milieu des doigts pour permettre de saisir l'adversaire.
Pour les combattants professionnels, ce sont leurs sponsors qui leur fournissent les accessoires. Pour les compétitions amateurs de MMA, d'autres accessoires permettent de garantir l'intégrité du combattant, telles que des casques et protège-tibias qui protègent aussi le dessus du pied.

## Principales organisations
Les organisations d'arts martiaux mixtes sont désormais multiples et présentes dans de nombreux pays. Les combats de MMA sont désormais légaux en France sous l'égide de la FMMAF (French MMA federation) qui dépend de la Fédération française de boxe et plusieurs organisations existent. Les deux organisations mondiales les plus importantes sont l'Ultimate Fighting Championship basé aux États-Unis, qui a acheté et englobé plusieurs autres organisations telle le Pride Fighting Championships ou le Strikeforce. La seconde plus importante promotion est le Bellator MMA.
Voici d'une part les principales organisations qui organisent ou ont organisé des combats de MMA dans un octogone (familièrement appelé cage) :
- Ultimate Fighting Championship, États-Unis ;
- Professional Fighters League, États-Unis ;
- Bellator MMA, États-Unis ; (racheté en 2023 par la Professional Fighters League )
- Cage Rage et Cage Warriors, Angleterre (à noter que l'organisation Cage Rage a fait faillite) ;
- King of the Cage, États-Unis ;
- World Extreme Cagefighting, États-Unis (disparition en 2010 dû à un rachat par l'Ultimate Fighting Championship) ;
- Strikeforce, États-Unis ; (disparition en 2013 dû à un rachat par l'Ultimate Fighting Championship).

Et d'autre part les organisations qui organisent ou ont organisé des combats de MMA dans un ring :
- Pride Fighting Championships, Japon (disparition en 2007 dû à un rachat par l'Ultimate Fighting Championship) ;
- K-1 Hero's, Japon ;
- Jungle fight, Brésil (anciennement International Vale Tudo Championships) ;
- Pancrase, Japon ;
- RINGS, Japon (activité arrêtée en 2002) ;
- Konfrontacja Sztuk Walki, Pologne ;
- Affliction (activité arrêtée en 2009).

En mai 2013 le média Bleacher Report donne son classement des organisations qui ont le plus marqué le MMA durant l’année écoulée; ce qui donne dans l'ordre (UFC exclu) :
- Bellator MMA, États-Unis ;
- Invicta FC, États-Unis ;
- ONE Championship, Singapour ;
- Maximum Fighting Championship, Canada.

## Records notables

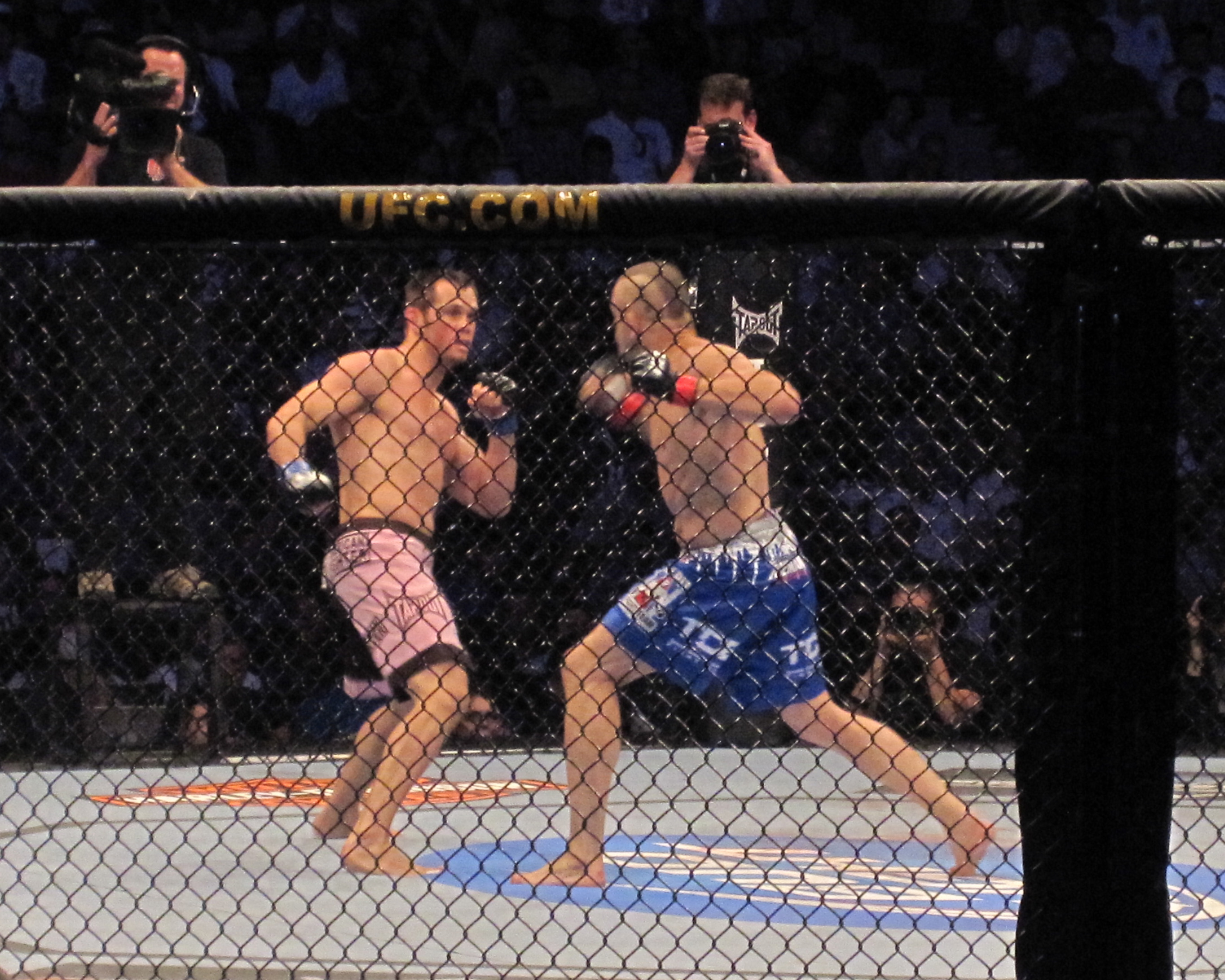
Chuck Liddell vs Rich Franklin à l'UFC 115 le 13 Juin 2010

### Combats records
Le combat le plus long de l'histoire du MMA eut lieu en mai 1955. Il s'agit de l'affrontement mémorable entre Hélio Gracie (65 kg) et son ancien élève Waldemar Santana (95 kg), que Hélio perdit après un combat de 3 heures et 45 minutes (225 minutes).
Le combat le plus long de l'histoire du MMA moderne, post UFC, eut lieu le 1er mai 2000, lors du Pride Grand Prix entre Kazushi Sakuraba et Royce Gracie, fils de Hélio, qui avait exigé un nombre illimité de rounds de 15 minutes. Sakuraba remporta le match après 90 minutes de combat (6 rounds de 15 minutes), à la suite de l'incapacité de Royce de reprendre le combat à la 7e reprise. On peut comparer ces deux combats au plus long match de l'histoire de la lutte moderne qui eut lieu lors des Jeux olympiques de 1912 de Stockholm : lors de la demi-finale des moins de 75 kg en gréco-romaine, l'Estonien Martin Klein et le Finlandais Alfred Asikainen luttèrent sous le soleil pendant 11 heures consécutives, faisant une brève pause toutes les 30 minutes. Klein remporta le match, mais ne put se présenter pour la finale prévue le lendemain. Les limites de temps ne furent introduites pour la première fois que lors des matchs de lutte des Jeux Olympiques de 1924.
Parmi les combats les plus rapides de l'histoire du MMA, on peut retenir :
Le KO le plus rapide : 2 secondes, c'est le temps qu'il aura fallu à Chris « The Menace » Clements pour placer un direct du droit au menton de Lautaro Tucas, qui se précipite sur lui sans protection, lors de leur combat du 5 mai 2006 au TKO 25 - Confrontation. On peut également noter que le 3 mai 2006, lors du K-1 Hero's 5, le Japonais Norifumi « Kid » Yamamoto se précipite à l'entame du combat et met KO son compatriote Kazuyuki Miyata sur un coup de genou sauté. Si Miyata est probablement KO dès la 2e seconde, l'arbitre signifie la fin du combat après 4 secondes. La soumission la plus rapide peut être attribuée à Rumina Satō qui plaça une clé de bras à la volée après 6 secondes lors de son match contre Charles Taylor le 15 janvier 1999 lors du Shooto - Devilock Fighters.

### Combattants records
Le combattant détenant la plupart des principaux records est Travis « The Ironman » Fulton, né en 1977, qui commence sa carrière en 1996. Il a notamment le plus grand nombre de combats professionnels effectués (245), le plus grand nombre de combats remportés (190), le plus grand nombre de combats gagnés par soumission (123) et le plus grand nombre de combats gagnés par KO (60).
Le plus jeune combattant professionnel de MMA est l'Américain Karo Parisyan, né le 28 août 1982, qui livra ses premiers matchs professionnels le 1er février 1999 lors du Kage Kombat 12 à l'âge de 16 ans 5 mois et 3 jours. Il est également le plus jeune combattant de l'histoire à avoir remporté un combat professionnel car il s'imposa par clé de bras lors de son premier combat. Dan Lauzon, né le 30 mars 1988, est le plus jeune combattant à avoir participé à un UFC, perdant contre Spencer Fisher le 14 octobre 2006 lors de l'UFC 64 - Unstoppable, à l'âge de 18 ans, 7 mois et 14 jours. Le plus vieux combattant professionnel de MMA est l'américain Skip Hall né le 9 septembre 1944 qui fit son dernier combat le 26 août 2008, à presque 63 ans, lors du Dixie Throwdown V contre Kelly Rundle. Il est également le combattant ayant débuté le plus tardivement, avec un premier match professionnel le 22 septembre 2001 contre Michael Buchkovich, perdu par TKO.
Le plus grand combattant de MMA est le brésilien Paulo César « Giant » Silva avec une taille de 2,19 mètres. À l'origine joueur de basketball, il a joué avec l'équipe nationale brésilienne aux Jeux Olympiques de 1992 puis a rejoint la World Wrestling Federation en 1998. Il fit ses débuts en MMA au Pride Shockwave en 2003, son palmarès est de 2 victoires et 6 défaites entre décembre 2003 et décembre 2006. Le plus lourd combattant de MMA est le sumotori américain Emmanuel Yarborough, avec 273 kilos lors de son combat contre Keith Hackney pendant l'UFC 3, le 9 septembre 1994.
La plus longue carrière professionnelle peut être attribuée au combattant brésilien « Rei Zulu » dont le premier combat professionnel recensé, son affrontement mythique contre Rickson Gracie, remonte à 1980, et son dernier combat à juin 2008, soit une carrière de 28 ans.
L'invincibilité la plus longue est détenue par Khabib Nurmagomedov, Champion des poids légers jusqu’en mars 2021, qui a remporté 29 combats professionnels, dont 13 en UFC. Depuis le début de sa carrière professionnelle en 2008, il n'a perdu aucun combat. Il arrête sa carrière après une dernière victoire contre Justin Gaethje par soumission le 24 octobre 2020, une promesse faite à sa mère après le décès  de son père. La plus grosse prime pour un combattant de MMA est, officiellement, de 1,5 million de dollars, attribué au biélorusse Andrei Arlovski pour son combat perdu contre Fedor Emilianenko lors de l'Affliction : Day of Reckoning le 24 janvier 2009. Auparavant, le record était de 800 000 dollars, attribué à Tim Sylvia pour son combat contre Fedor lors de l'Affliction : Banned en 2008. Ce qui représente, pour les 36 secondes qu'a duré le combat, la somme de 22 000 dollars par seconde.
La seconde de combat la mieux payée est de 35 000 dollars. C'est la somme touchée par Kimbo Slice le 4 octobre 2008, à chaque seconde de son combat, perdu contre Seth Petruzelli lors de l'Elite XC Heat. La prime était de 500 000 dollars pour le match, qui a duré 14 secondes, soit 35 714 dollars par seconde.

### Événements records
La plus grande audience télévisée pour un événement de MMA fut de 6,51 millions de téléspectateurs, pour le Elite XC Primetime, premier événement de MMA diffusé en direct sur une chaîne majeure américaine, CBS, le 31 mai 2008, durant le combat vedette de la soirée, entre Kimbo Slice et James Thompson,.
Le plus grand nombre de spectateurs pour un événement de MMA est de plus de 90 000 spectateurs, le 28 août 2002 lors du Pride Shockwave/Dynamite au National Stadium de Tokyo, coorganisé par le Pride FC et le K-1, avec comme match vedette l'affrontement entre Royce Gracie et Hidehiko Yoshida.
L'événement le plus cher de l'histoire est à ce jour le premier Affliction : Banned (19 juillet 2008) qui, pour concurrencer l'UFC et attirer de grands noms, a distribué une enveloppe totale de 3 331 000 dollars pour les salaires des combattants. À titre de comparaison, la même année, l'enveloppe totale de l'UFC 91 (15 novembre 2008) fut de 1 118 000 dollars, et Brock Lesnar empocha 450 000 dollars (dont 200 000 de bonus) pour sa victoire contre Randy Couture.
L'organisation la plus ancienne est le Shooto, qui a organisé son premier gala professionnel en mai 1989 au Japon. Elle a été fondée par Satoru Sayama, un ancien catcheur professionnel japonais entraîné au shoot wrestling, qui décida de créer un sport dont l'issue des combats n'était ni scénarisée, ni prédéterminée. Le Tiger Gym naquit à Tokyo en février 1984.
Le plus grand nombre de combats lors d'un évènement de MMA : 48 combats en une soirée, lors du Club DEEP Tokyo: Future King Tournament 2006 organisé par le Deep le 9 décembre 2006 à Tokyo.
Le tournoi le plus international est le M-1 Challenge, qui propose un tournoi mondial de type nation contre nation, avec 10 équipes de différentes nationalités. En 2008 le groupe A était composé de la Russie (Red Devil), la France, la Corée, la Finlande et les États-Unis alors que le groupe B était composé des Pays-Bas, de l'Espagne, de la Russie (Legion), du Japon et de la World Star Team.

### Record par organisation

#### Record UFC
Le plus jeune vainqueur d'un tournoi UFC est le Brésilien Vitor Belfort, né le 4 janvier 1977, qui a remporté à 20 ans, 1 mois et 3 jours, le 7 février 1997, le premier tournoi poids lourds de l'UFC, lors de l'UFC 12 : Judgement Day, Dothan, Alabama. Il n'avait effectué qu'un seul combat de MMA jusqu'à cette soirée, où il battit successivement Tra Telligman (TKO, 1er round) puis Scott Ferrozzo (TKO, 1er round),.
Le plus jeune champion UFC est Jon Jones, né le 19 juillet 1987, qui est devenu le plus jeune détenteur d'un titre UFC à l'âge de 23 ans et 243 jours, en battant Mauricio Rua lors de l'UFC 128 le 19 mars 2011. Ainsi, Jones prend la place de Josh Barnett, né le 11 novembre 1977, qui était devenu champion poids lourd de l'UFC à 24 ans 4 mois et 11 jours, en battant Randy Couture lors de l'UFC 36 le 22 mars 2002. Ce titre lui fut enlevé la même année, le 26 juillet 2002, après un contrôle positif aux stéroïdes, et il fut suspendu 6 mois. Cela implique deux autres records : il est le premier combattant à s'être fait suspendre pour dopage à l'UFC, et il est le champion ayant détenu un titre le moins longtemps,.
Le plus vieux champion de l'UFC est l'américain Randy Couture, né le 22 juin 1963, qui s'empara, pour la troisième fois de sa carrière, de la ceinture de champion poids lourd à 43 ans, en battant son compatriote Tim Sylvia par décision lors de l'UFC 68: The Uprising le 3 mars 2007.
Le plus de défense de titre à l'UFC revient au brésilien Anderson Silva, ancien champion poids moyens de la fédération, ayant défendu 10 fois sa ceinture entre le 14 octobre 2006, date de sa victoire contre Rich Franklin par KO à l'UFC 64, et le 6 juillet 2013, date de sa défaite face à Chris Weidman par KO au second round lors du Main Event de l'UFC 162.
Le premier combattant à avoir décroché une ceinture de champion dans deux catégories différentes de l'UFC est l'Américain Randy Couture qui s'est emparé trois fois du titre poids lourds de l'UFC en 1997, 2000 et 2007 et du titre poids lourd-légers en 2003 et 2004.

#### Record Pride FC
Le premier combattant à avoir décroché une ceinture de champion au Pride FC et à l'UFC est le Brésilien Antonio Rodrigo Nogueira, qui est devenu le premier champion poids lourds du Pride en battant l'Américain Heath Herring le 11 mars 2001 lors du Pride 17, puis qui remporta près de sept ans plus tard le titre poids lourds vacant de l'UFC contre l'Américain Tim Sylvia le 2 février 2008 lors de l'UFC 81. Le premier combattant à avoir décroché une ceinture de champion dans deux catégories différentes au Pride est Dan Henderson qui a remporté le titre des poids welters (84 kg) face à Murilo Bustamante lors du Pride Grand Prix du 31 décembre 2005, devenant ainsi le premier champion poids welter de l'organisation, puis le titre des poids moyens (93 kg) 14 mois plus tard face à Wanderlei Silva lors du Pride 33 du 24 février 2007. Il a détenu les deux ceintures simultanément jusqu'à la fin du Pride FC.

### Record par pays

#### Record en France
Le premier Français à avoir participé à une organisation de MMA majeure est Gilles Arsene, qui a affronté le Japonais Kazushi Sakuraba lors du Pride 23, le 24 novembre 2002 et perdit son match par clé de bras.
Le premier Français à avoir remporté un combat dans une organisation de MMA majeure est Bertrand Amoussou, qui mit KO son adversaire, le Japonais Yasuaki « Rao » Miyazono lors du Pride - Bushido 3, le 23 mai 2004.
Le premier Français à avoir participé à un UFC est Cheick Kongo, qui remporta son match contre l'Américain Gilbert Aldana lors de l'UFC 61, le 7 août 2006.
Le premier Français à devenir champion intérimaire des poids lourds de l'UFC est Ciryl Gane en battant l'Américain Derrick Lewis, le 7 août 2021 à Houston au Texas.
Benoit Saint Denis est le premier Français à combattre pour l'Ultimate Fighting Championship (UFC) en France, à l'occasion de l'arrivée historique de l’organisation le 3 septembre 2022. Il a également combattu à toutes les soirées UFC organisées en France entre 2022 et 2025.

## FAQ

### Champions olympiques
Certains compétiteurs de MMA ont été auparavant champions olympiques, notamment en lutte et en judo. En voici la liste, classée par ordre chronologique de victoire aux Jeux olympiques.

#### Lutte
- Mark Schultz : médaille d'or aux JO de 1984 à Los Angeles, en lutte libre, dans la catégorie des poids moyens (74-82 kg). Il est le premier champion olympique à avoir combattu en MMA. C'est en mai 1996 qu'il remporte son premier combat de MMA face à Gary Goodridge lors de l'UFC 9. Après 2 combats (1 victoire, 1 défaite) et à cause de la mauvaise image véhiculée alors par l'UFC, il met un terme à sa carrière afin de conserver son travail d'entraîneur universitaire.
- Kenny Monday : médaille d'or aux JO de 1988 à Séoul et d'argent aux JO de 1992 à Barcelone, en lutte libre, dans la catégorie des poids mi-moyens (68-74 kg). Il est le deuxième champion olympique à avoir jamais combattu en MMA après Mark Schultz. En 1997 il bat sur décision John Lewis, ceinture noire de jiu-jitsu, lors d'un combat pour le titre de champion des poids welter de l'EFC. Ce sera son seul combat en MMA.
- Kevin Jackson : médaille d'or aux JO de 1992 à Barcelone, en lutte libre, dans la catégorie des poids moyens (74-82 kg). Partenaire d'entraînement de Mark Coleman, il remporte le tournoi de l'UFC 14 en juillet 1997 après deux victoires consécutives remportées par soumission. Après 6 combats (4 victoires et 2 défaites) il met un terme à sa carrière en 1998 afin de conserver son poste d'entraîneur de lutte.
- Rulon Gardner : médaille d'or aux JO de 2000 à Sydney, en lutte gréco-romaine dans la catégorie des super-lourds (moins de 130 kg). Gardner crée la surprise en battant le légendaire Alexandre Kareline en finale. En 2004 il remporte le bronze aux JO d'Athènes, toujours en gréco-romaine et en super-lourds, et en fin d'année, il rencontre et bat sur décision le champion olympique de judo Hidehiko Yoshida lors du PRIDE Shockwave. C'est le premier combat de l'histoire du MMA opposant deux champions olympiques.
- Istvan Majoros : médaille d'or aux JO de 2004 à Athènes, en lutte gréco-romaine dans la catégorie des moins de 55 kg.
- Karam Ibrahim : impressionnant médaillé d'or aux JO de 2004 d'Athènes en lutte gréco-romaine chez les moins de 96 kg, il semblait promit à un bel avenir en MMA. Mais il perd son premier et seul combat lors du K-1 Dynamite 2004, face à l'expérimenté japonais Kazuyuki Fujita.

#### Judo
- Hidehiko Yoshida : Depuis sa médaille d'or de judo aux JO de 1992 à Barcelone dans la catégorie des moins de 78 kg, Yoshida jouit d'une grande popularité au Japon. Il est le médaillé d'or olympique qui a connu la plus belle carrière en MMA, avec en 2008 un palmarès de 9 victoires, 6 défaites et 1 match nul. Il a notamment battu des pointures telles que Don Frye lors de son premier combat en 2002, Mark Hunt le champion du K-1, David « Tank » Abbott, Naoya Ogawa, quadruple champion du monde de judo ou encore Maurice Smith. Il a tenu tête à deux reprises à Wanderlei Silva, alors champion incontesté du Pride. Ses combats contre Royce Gracie ou Rulon Garnder lors des Pride Shockwave en 2003 et 2004 ont battu des records d'audience dans son pays natal[65].
- David Khakhaleichvili ( CEI) : médaille d'or de judo aux JO de 1992 à Barcelone dans la catégorie des poids lourd (+95 kg).
- Pawel Nastula : médaillé d'or de judo aux JO de 1996 d'Atlanta, dans la catégorie des 90 - 100 kg. Sa carrière en MMA fut moins glorieuse que sa carrière de judoka. Il ne fut confronté qu'à des adversaires difficiles malgré son peu d'expérience. Pour son premier combat de MMA en 2005 on le fit rencontrer le champion poids lourds du Pride, Antonio Rodrigo Nogueira, puis Aleksander Emelianenko, le frère de Fedor et il fit un autre combat contre Josh Barnett. En 5 combats, il ne s'imposa qu'une seule fois.
- Makoto Takimoto : médaille d'or en judo aux JO de 2000 à Sydney dans la catégorie des moins de 81 kg.

#### Boxe anglaise
- Ray Mercer : Poids lourd, Mercer fut champion olympique aux jeux de Séoul en 1988, et champion du monde WBO en 1991. En 2004, il a tenté une reconversion (manquée) dans le kickboxing, au K-1, puis dans le combat libre: en 2007, il perd dans un combat d'exhibition contre Kimbo Slice par soumission, et gagne en 2009 contre Tim Sylvia par KO, à la 9e seconde du premier round.

### Décès
Le combat libre se flatte d'un très faible nombre d'accidents graves ou mortels, mais il faut également tenir compte d'un nombre de combats nettement plus faible que dans d'autres disciplines. Sam Vasquez est mort des suites d'un knockout technique en combat le 20 octobre 2007. Michael Kirkham est mort par knockout technique le 28 juin 2010. Les décès sont donc une réalité. En ce qui concerne les événements non officiels, dans lesquels aucune visite médicale n'est nécessaire, on recense quelques morts à ce jour. Le premier accident mortel est celui de Douglas Dedge,, décédé lors d'un tournoi non officiel à Kiev en Ukraine, lors de l'International Super Challenge le 16 mars 1998.
Le combat libre est souvent comparé à la boxe anglaise, connue pour être particulièrement dangereuse. Ainsi on recense en 2006, tout au long de l'histoire de la boxe, un nombre de morts égal à 1326. En Suède, pays où la boxe professionnelle est interdite car jugée trop dangereuse, les compétitions de combat libre sont elles autorisées. Par rapport aux premiers tournois, où presque tous les coups étaient permis, sans limite de temps, où les catégories de poids n'existaient pas, où les combattants pouvaient enchaîner jusqu'à trois combats d'affilée dans la même soirée, les règles actuelles ont bien changé, allant dans le sens de la protection des combattants. Ainsi certains coups trop dangereux ont été supprimés, des catégories de poids et des tests médicaux ont été instaurés ainsi que des limites de temps et des contrôles antidopage sont demandés dans certains grands tournois.

### Pratique en France
Les compétitions officielles de combat libre sont longtemps restées interdites en France, alors qu'elles étaient autorisées dans d'autres pays, en Asie, aux États-Unis ou même en Europe. Néanmoins, la forme « pure » du MMA demeure cependant interdite, notamment en ce qui concerne les frappes au sol et les coups de coudes. Dans un article paru dans le journal Le Monde en mai 2006, on apprend que pour justifier l'interdiction du free fight en France, « le ministre des Sports, Jean-François Lamour, s'appuie sur une recommandation du Conseil de l'Europe de 1999, estimant que « la violence et les actes barbares et sauvages commis au nom du sport sont dénués de valeur sociale dans une société civilisée qui respecte les droits de l'homme ». Le veto a été étendu, début 2006, aux chaînes de télévision par le Conseil supérieur de l'audiovisuel (CSA), lequel considère que la retransmission est « susceptible de nuire gravement à l'épanouissement physique, mental ou moral des mineurs ». Eurosport et Multivision ont ainsi dû mettre un terme à leurs programmes. » Cependant la chaîne luxembourgeoise RTL9 - largement accessibles en France avec les bouquets télévisés - diffuse les combats de UFC dès le lendemain de l'événement. De plus les combats sont aussi disponibles sur Internet à travers l'UFCtv et des résumés des combats sont souvent disponibles sur Youtube.
Dans le même article, concernant le MMA en dehors des compétitions, on apprend que « les techniques utilisées sont celles de sports dûment réglementés, les autorités ne peuvent pas non plus interdire les entraînements en France. Paradoxe qui aboutit à la naissance, en toute légalité, de plusieurs clubs français consacrés au free fight. ». C'est le 28 janvier 2008 que le combat libre a partiellement été reconnu en France. Bertrand Amoussou fut désigné comme le premier président de la nouvelle commission de MMA rattachée à la FFFCDA (Fédération française de full contact et disciplines associées), : les entrainements sont autorisés, ainsi que les compétitions de niveau amateur, mais les coups portés au sol demeurent interdits. Pour contourner cette interdiction, les pratiquants professionnels doivent se rendre à l'étranger, notamment en Suisse ou en Belgique, où le MMA est autorisé, ou de participer à des compétitions de pancrace, similaires au MMA, mais où les coups portés aux sol sont interdits.
Le 19 septembre 2015, à l'occasion du Cage Encounter 4, 10 combats de MMA ont eu lieu au Cirque d'hiver de Paris alors que le sport est toujours officiellement interdit en France.
La ministre des sports, Roxana Maracineanu, a légalisé la pratique en janvier 2020, tout en demandant à la fédération française de boxe de se charger d’en fixer les règles,. Le premier grand évènement international de MMA organisé en France est l'UFC Fight Night : Gane vs. Tuivasa à l'Accor Arena de Bercy, à Paris, le samedi 3 septembre 2022. Les places sont vendues en un temps record «à des tarifs exorbitants» selon Le Monde. Un combat impliquant le poids lourd Français Ciryl Gane constitue l’attraction de la soirée.
Début novembre 2020, le CSA autorise la diffusion de combats MMA sur les antennes de télévision françaises. Il y impose toutefois des conditions strictes : des diffusions ou rediffusions à horaires tardifs pour ne pas atteindre les enfants et une pédagogie de la part des commentateurs afin de prévenir des dangers de la pratique. Les commentateurs devront respecter la dignité humaine et rester mesurés dans leurs commentaires afin de ne pas inciter à la violence.
Profitant de la levée de l'interdiction de retransmission de la discipline, RMC Sport devient en février 2022 le diffuseur officiel de MMA en France.

### Pensée des pratiquants
Certaines compétitions, dont le célèbre UFC américain ou le Cage Rage anglais, utilisent une aire de combat entourée d'une cage. Cet accessoire, symbolisant le fait que les combattants ne peuvent s'enfuir du ring, est controversé et certains n'y voient qu'une apologie de la violence. Pourtant, certains combattants défendent l'utilisation d'une telle mise en scène : « Cela réveille des instincts primaires. Moi, je me sens bien dedans », confie Jean-François Lenogue, un combattant français, comédien de profession. Cependant, la réelle raison de l'utilisation de la cage est avant tout la sécurité des combattants : en effet dans un ring il y a un risque important que les combattants de MMA passent entre les cordes, lors d'une tentative de projection au sol près du bord par exemple, et tombent du ring, souvent placé en hauteur. Elle présente un aspect technique différent du ring, du fait de l'absence de coins — qui permettent de « bloquer » un adversaire ; de même, la cage offre également plus de possibilité aux sports de corps à corps comme la lutte ou le judo, en permettant de coincer son adversaire contre la cage afin de réaliser une projection au sol ou d'autres prises. Cela permet donc une autre approche que le ring, qui, lui, avantage les boxeurs.
Lorsqu'on demande à Cyrille Diabaté s'il se considère comme un barbare, il répond : « Notre sport n'est pas de la bagarre de rue. Le free fight n'est pas aussi violent qu'il en a l'air. La variété des techniques (frappes, projections, clés...) réduit le nombre d'impacts et il est possible de gagner une rencontre sans asséner un coup. L'arbitre doit aussi arrêter le combat dès qu'un participant n'est plus en mesure de se défendre (contrairement à la boxe qui permet au combattant de se relever). Quant à ces fameux coups donnés, d'une position à genoux sur un homme à terre, leur puissance est moindre que s'ils étaient donnés debout, avec tout le poids du corps ». Pour lui, le combat libre serait « de la rigolade » comparée à la boxe professionnelle où il n'y a qu'une seule cible à atteindre, la tête. On constate d'ailleurs que la longévité en MMA est plus longue qu'en boxe, certains combattants comme Randy Couture ou Mark Coleman en sont l'exemple[réf. nécessaire].

## Combat libre féminin

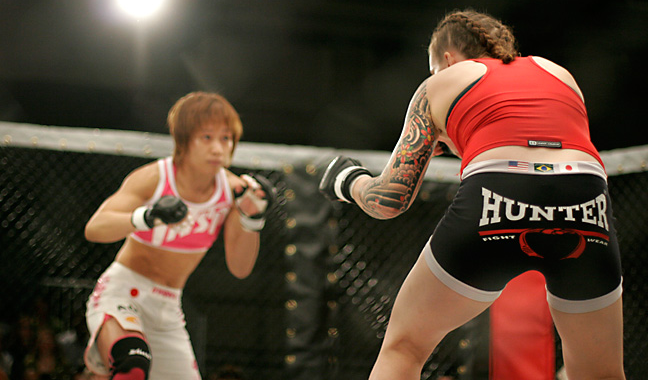
Combat libre au féminin.

Le combat libre chez les femmes est très peu connu mais existe tout de même. Le Strikeforce aux États-Unis est la première organisation majeure de MMA qui organise des combats féminins. Les règles sont les mêmes que celles mises en place pour les combats masculins. Le 23 février 2013, le premier combat féminin à l'UFC est organisé. L’américaine Ronda Rousey devient la première championne de l'UFC en WMMA (Woman Mixed Martial arts).
L'Invicta Fighting Championships (Invicta FC) est une organisation américaine d'arts martiaux mixtes ayant vu le jour en 2012 et accueillant uniquement des femmes dans cinq catégories de poids différentes.
| Catégorie     | Dénomination anglophone | Limites                             |
| ------------- | ----------------------- | ----------------------------------- |
| Poids atomes  | Atomweight              | De 96 lb (44 kg) à 105 lb (48 kg).  |
| Poids pailles | Strawweight             | De 106 lb (48 kg) à 115 lb (52 kg). |
| Poids mouches | Flyweight               | De 116 lb (53 kg) à 125 lb (57 kg). |
| Poids coqs    | Bantamweight            | De 126 lb (57 kg) à 135 lb (61 kg). |
| Poids plumes  | Featherweight           | De 136 lb (62 kg) à 145 lb (66 kg). |

L'Xtreme Fighting Championships (XFC)  est une organisation américaine d'arts martiaux mixtes ayant vu le jour en 2006 qui propose deux catégories de poids pour les femmes en plus des catégories masculines.
| Catégorie             | Dénomination anglophone | Limites                             |
| --------------------- | ----------------------- | ----------------------------------- |
| Poids pailles féminin | Women's Strawweight     | De 106 lb (48 kg) à 115 lb (52 kg). |
| Poids mouches féminin | Women's Flyweight       | De 116 lb (53 kg) à 125 lb (57 kg). |

## Dopage
Le MMA comme tous les sports, est touché par le dopage. L'un des dopages les plus utilisés est la thérapie de remplacement de testostérone (TRT). Le traitement consiste à donner à des athlètes un substitut de testostérone qui décuple la quantité de cette dernière dans le corps et engrange plusieurs effets. Le premier effet recherché est son caractère anabolisant.
Le second est la stimulation de l'hématopoïèse, procédé qui crée de nouvelles cellules sanguines. Le muscle est alors mieux oxygéné et récupère plus rapidement. Si la thérapie est normalement bannie, les commissions athlétiques chargées de la réglementation du MMA sont à même de délivrer des dérogations à certains athlètes. En février 2014, ESPN met en évidence le nombre élevé de ces dérogations en MMA comparé à d'autres milieux sportifs. Le Comité international olympique n'a, par exemple, autorisé aucune dispense de ce genre pour les Jeux olympiques de Londres en 2012.
Normalement, un homme en bonne santé a un rapport testostérone/épitestostérone (rapport T/E) en moyenne équivalent à 1. Néanmoins certains combattants telle que Chael Sonnen ou Alistair Overeem ont été contrôlés positifs avec un rapport T/E respectivement de 16.9/1 et de 14/1, le « record » est détenu par Brian Bowles qui a été contrôlé avec un rapport T/E de 20/1 lors de l'UFC 160. Les organisations de MMA américaines ne sont pas non plus très claires sur le point de la testostérone. En effet, les règles unifiées du MMA permettent d'avoir un rapport T/E de 4/1 maximum dans le corps, ce qui admet la possibilité d'un « dopage autorisé ». Néanmoins le rapport T/E a des limites pour prouver un dopage, en effet il est possible qu'un homme ait un rapport T/E naturel comprit entre 6 et 9. Cependant le Comité international olympique par exemple admet qu'un rapport supérieur à 6 est le résultat d'un dopage alors que cela peut être de source naturelle.

## Économie

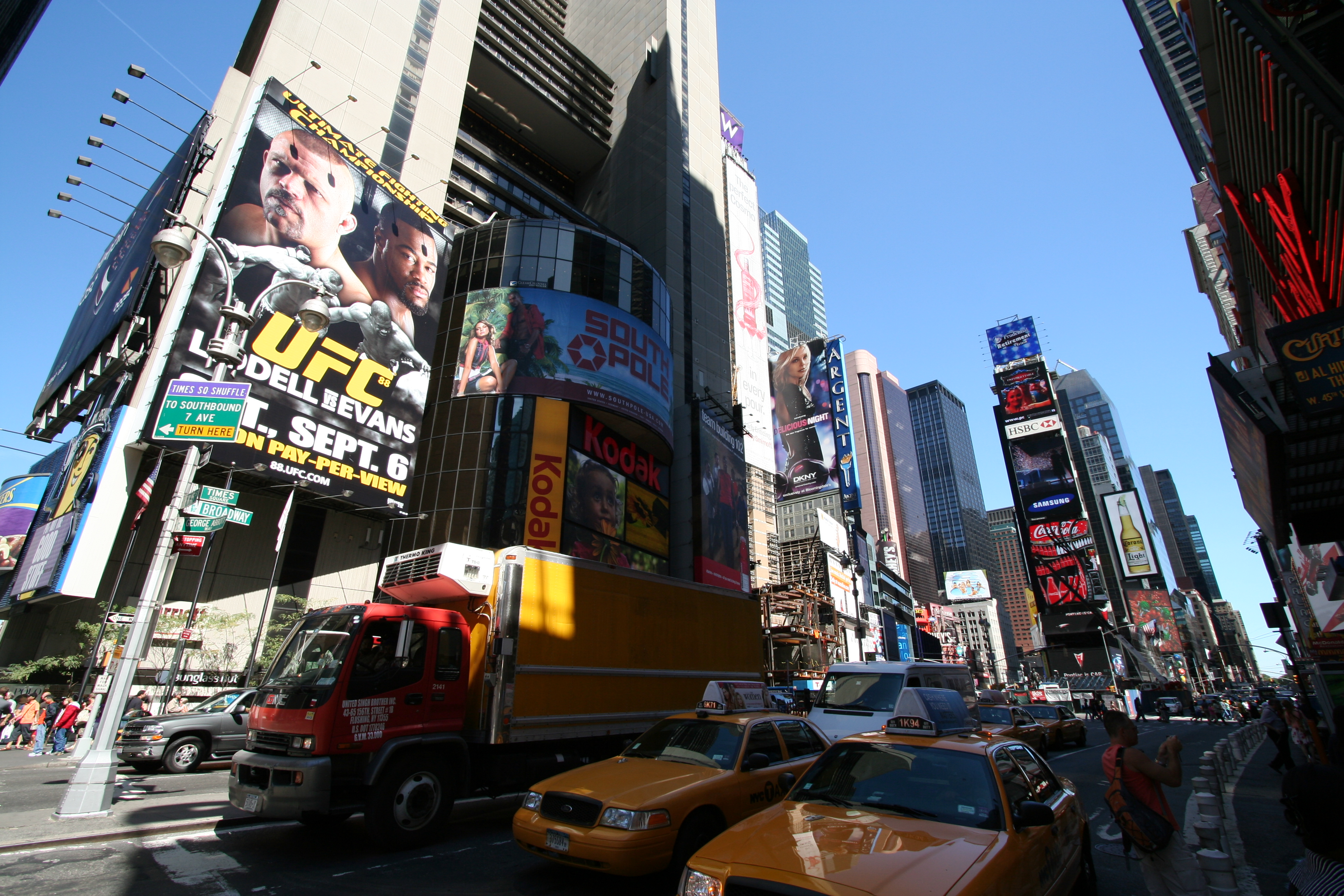
Écran publicitaire géant sur Times Square à New York pour promouvoir un UFC.

Une soirée de combat-libre brasse énormément d'argent. En effet si on additionne le prix des tickets, la location du lieu, les chambres d’hôtels, les repas et les produits dérivés selon le dirigeants de l'UFC on peut faire gagner 100 millions de dollars en deux ans dans une ville comme New York. De plus, on peut ajouter à ces 100 millions de dollars, les droits télévisuels et les paiements à la séance.
Les nouvelles technologies ont également un impact sur l'économie du MMA, le jeu vidéo UFC Undisputed 3 s'est vendu à plus de 8 millions d'exemplaires, par exemple[réf. nécessaire].

## Instrumentalisation du MMA par les milieux suprémacistes
Après l'attentat de Charlottesville en 2017, le Rise Above Movement, un groupe qui se présente comme le premier club d'extrême droite pratiquant le MMA, fait parler de lui. Le MMA devient alors un moyen de recrutement pour des groupes extrémistes. Le MMA est considéré par des groupes suprémacistes blancs comme un moyen de se préparer au combat contre un « monde moderne » corrompu par « les influences culturelles destructrices des libéraux, juifs, musulmans et immigrés non-blancs »,. On trouve notamment parmi les pratiquants, et parmi les organisateurs d'événements de MMA des hooligans, des militants néonazis, des néo-fascistes ou d'ultra droite, qui se réunissent à travers l'Europe à l'occasion de ces événements,, en utilisant les codes du MMA.
En France, des militants d'extrême droite ciblent les pratiquants de MMA afin de tenter de recruter de jeunes militants, dont le groupe Argos, formé après la dissolution de Génération identitaire. Selon Cyrille Diabaté, le phénomène serait plus limité en France qu'aux États-Unis et en Suède, mais serait assez fréquent selon d'autres pratiquants et observateurs. Plusieurs sportifs et entraîneurs dénoncent et s'opposent à ces récupérations politiques de l'extrême droite, dont Benoît Saint Denis ou Kylian The King, affirmant que ces milieux ne sont pas intéressés par le sport mais par des idéologies politiques et par la violence uniquement,,.

## Dans la culture

### Littérature
En pleine lumière, de l'auteur suisse Florian Eglin, sorti en janvier 2019, se passe dans le milieu du MMA. C'est un texte bref qui met en scène Luca, un jeune de 15 ans en perte de repères. Avec l'aide de son entraîneur et de son professeur de français, ce dernier, fan du combattant irlandais Conor McGregor, finit par trouver sa voie. Ce court roman, peut-être un des premiers à explorer le genre en français, met en avant le respect et le courage, des valeurs importantes dans le MMA. 

### Cinéma et télévision
Le MMA est présent dans de nombreux films et séries télévisées.
Les combats clandestins voyant s'affronter des combattants issus de disciplines différentes, sans pour autant être apparentés au MMA, sont présents au cinéma depuis longtemps. On peut citer par exemple des films comme Bloodsport (1988) avec Jean-Claude Van Damme ou Fight Club (1999) avec Brad Pitt. Ces films ont contribué à donner une image négative du MMA, alors souvent confondu avec les combats de rues. Depuis le début des années 2000, de nombreux films ayant le combat libre comme thème principal sont sortis sur les écrans. Le plus grand film sur le MMA étant Warrior.

#### Films
- Un seul deviendra invincible 2 - Dernier round (2006) film américain réalisé par Isaac Florentine[106] ;
- Maximum Cage Fighting (2006), film américain réalisé par Gerson Sanginitto[107], avec notamment Renzo Gracie ;
- Scorpion (2007) film français réalisé par Julien Seri[108], avec notamment Jérôme Le Banner ;
- Death Warrior (2008) film américain réalisé par Bill Corcoran[109] avec notamment Quinton Jackson, Georges St-Pierre, Anderson Silva, Keith Jardine ;
- The Red Canvas (2008) film américain réalisé par Kenneth Chamitoff et Adam Boster[110] avec notamment Shonie Carter, Tyson Griffin, Dan Severn, Frank Shamrock;
- Never Back Down (2008) film américain réalisé par Jeff Wadlow[111] ;
- Never Submit (2009), film américain réalisé par Don Dunn[112], avec notamment Ken Shamrock et Mauricio Rua ;
- Un seul deviendra invincible 3 - Redemption (2010) film américain réalisé par Isaac Florentine;
- Never Back Down 2 (2011) film américain réalisé par Michael Jai White ;
- Warrior (2011) film américain réalisé par David O'Connor ;
- Tapped Out (2014), film canadien réalisé par Allan Hungar, avec Michael Biehn, Cody Hackman, Krzysztof Soszynski et l'apparition de Anderson Silva et Lyoto Machida ;
- Brothers (2015), film indien réalisé par Karan Malhotra, avec Akshay Kumar, Sidharth Malhotra, Jacqueline Fernandez et Jackie Shroff ;
- Boyka: Undisputed IV (2016), film américain réalisé par Isaac Florentine ;
- Meurtrie (2020), film américain réalisé, produit et interprété par Halle Berry ;
- Mortal Kombat (2020), film américain réalisé par Simon McQuoid, où le personnage principal, Cole Young, est un combattant de MMA.

#### Séries télévisées
- Kingdom: série évoluant dans le milieu MMA (débutée en 2014)
- FBI : Portés Disparus saison 6 épisode 8 : En cage ;
- Friends Saison 3 épisode 24 : The One with the Ultimate Fighting Champion (1997)[113] ;
- Walker, Texas Ranger : saison 8 épisode 9 : Fight or Die (1999)[114] ;
- Mentalist saison 3 épisode 11 : Envoyée au tapis ;
- Les experts : Manhattan saison 8 épisode 10 : Quitter la cage ;
- NCIS : Los Angeles saison 1 épisode 19 : Hand to hand ;
- Hawaï 5-0 saison 2 épisode 6 : Ka Hakaka Maikai et saison 3 épisode 16 : Kekoa.
- La Cage : série évoluant dans le milieu MMA (débutée en novembre 2024)